# Gilbert và Sullivan
Gilbert và Sullivan (tiếng Anh: Gilbert and Sullivan, viết tắt G&S trong ngữ cảnh) là bộ đôi sân khấu thời đại Victoria gồm nhà viết kịch W. S. Gilbert (1836–1911) và nhà soạn nhạc Arthur Sullivan (1842–1900). Trong giai đoạn từ 1871 đến 1896, họ đã cùng nhau sáng tác 14 vở comic opera, trong đó nổi tiếng nhất là H.M.S. Pinafore, The Pirates of Penzance và The Mikado.
Gilbert là người viết lời libretto cho opera và đã tạo nên những thế giới "ngược đời" (topsy-turvy) tưởng tượng, nơi những điều phi lý lại dẫn đến cái kết hợp lý: tiên nữ kết hợp với lãnh chúa Anh; tán tỉnh là tử tội, kẻ chèo thuyền được kế vị ngôi vương, và hải tặc hiện ra như những quý tộc lạc lối. Sullivan kém Gilbert 6 tuổi, đã viết nhạc, mang lại những giai điệu khó quên truyền tải được cả sự hài hước lẫn cảm động.
Những vở opera của họ đạt được thành công quốc tế rộng rãi và lâu dài, cũng như hiện vẫn được trình diễn trong thế giới Anh ngữ. Gilbert và Sullivan mang lại nội dung và hình thức đổi mới ảnh hưởng trực tiếp đến nhạc kịch suốt thế kỷ 20. Những vở opera cũng ảnh hưởng đến diễn ngôn chính trị, văn học, phim ảnh và truyền hình, được các nhà hài kịch mô phỏng và nhại lại một cách rộng rãi. Nhà sản xuất Richard D'Oyly Carte mang Gilbert và Sullivan lại với nhau và giúp họ cộng tác. Năm 1881, ông dựng Nhà hát Savoy để diễn các tác phẩm chung của hai người (còn gọi là các vở opera Savoy) và thành lập Công ty Opera D'Oyly Carte để trình diễn, quảng bá những vở kịch này trong hơn một thế kỷ.

## Khởi đầu

### Gilbert trước khi hợp tác với Sullivan

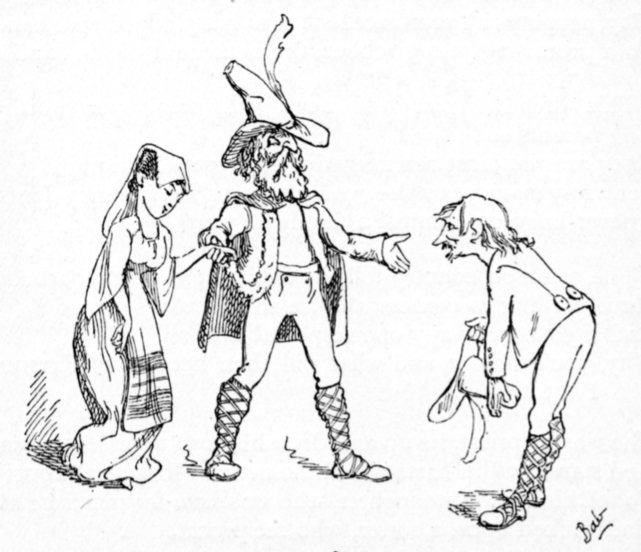
Hình minh họa "Gentle Alice Brown" của Gilbert trong Bab Ballad

Gilbert sinh tại Luân Đôn ngày 18 tháng 11 năm 1836. Cha ông là William Gilbert từng làm sĩ quan quân y trong hải quân, về sau viết tiểu thuyết và truyện ngắn. Chính Gilbert đã vẽ hình minh họa cho một số tác phẩm của cha. Năm 1861, để có thêm thu nhập, chàng trai Gilbert trẻ tuổi bắt đầu sáng tác những câu chuyện, bài thơ và bài viết với hình minh họa của riêng mình. Phần nhiều trong số đó là nguồn cảm hứng cho các vở kịch và opera của ông về sau, đặc biệt là loạt thơ có tranh Bab Ballad.
Trong Bab Ballad và các vở kịch đầu tiên, Gilbert phát triển phong cách "ngược đời" độc đáo, sự hài hước đến từ tiền đề vô lý trải qua những kết quả logic, nhưng thật ra tất cả vẫn vô lý. Đạo diễn kiêm nhà viết kịch Mike Leigh mô tả phong cách Gilbert như sau:
Với sự mềm dẻo và tự do tuyệt vời, [Gilbert] liên tục thách thức những mong đợi tự nhiên của chúng ta. Đầu tiên, trong khuôn khổ của câu chuyện, ông khiến những điều kỳ lạ xảy ra, làm thế giới biến đổi hoàn toàn. Do đó, quan tòa lại cưới nguyên đơn, lính tráng biến thành nhà mỹ học... nên gần như mọi vở opera đều được giải quyết bằng cách khéo léo thay đổi đích đến. Ông là thiên tài với bàn tay vô hình kết hợp các mặt đối lập, pha trộn siêu thực với thực tế, biếm họa với tự nhiên. Nói cách khác, kể chuyện sốc mà giọng cứ tỉnh bơ.

Gilbert phát triển lý thuyết sáng tạo về nghệ thuật chỉ đạo sân khấu, theo cách của nhà viết kịch và cải cách sân khấu Tom Robertson. Vào thời điểm Gilbert bắt đầu sáng tác, sân khấu Anh đang thời suy thoái. Gilbert đã giúp cải tổ và nâng cao vị thế sân khấu, đặc biệt bắt đầu với sáu vở hí kịch ngắn phù hợp với giải trí gia đình (family-friendly) của Thomas German Reed.

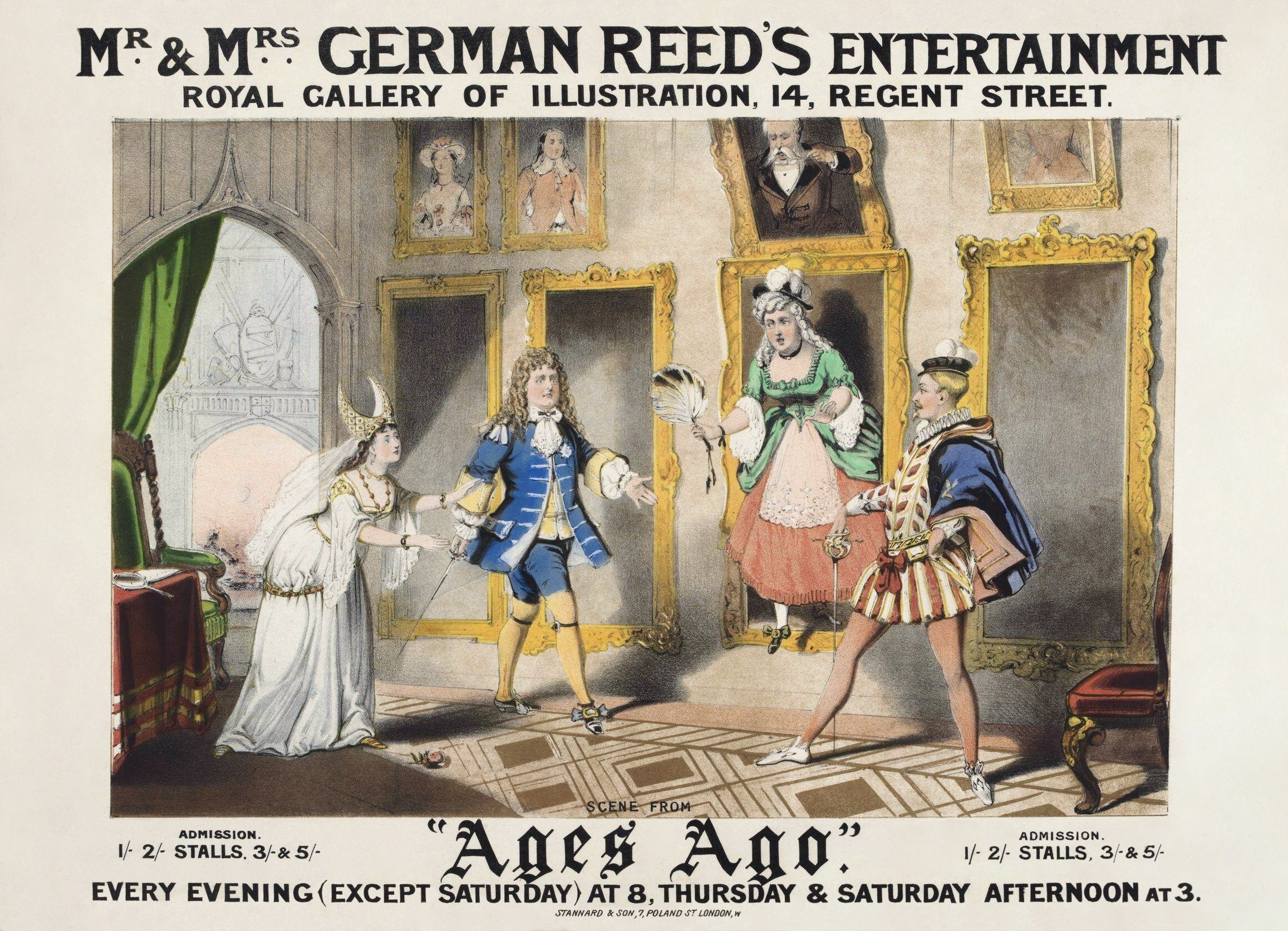
Áp phích Ages Ago. Tại buổi tập vở này, Frederic Clay đã giới thiệu Gilbert với Sullivan.

Năm 1870, tại buổi tập cho vở Ages Ago thuộc loạt giải trí này, nhà soạn nhạc Frederic Clay giới thiệu Gilbert với bạn mình là nhà soạn nhạc trẻ Arthur Sullivan. Trong năm sau đó, trước khi hai người lần đầu hợp tác, Gilbert tiếp tục viết những lời, câu chuyện và kịch hài hước như hí kịch Our Island Home (1870), A Sensation Novel (1871) và hài kịch thơ không vần The Princess (1870), The Palace of Truth (1870) và Pygmalion and Galatea (1871).

### Sullivan trước khi hợp tác với Gilbert
Sullivan sinh tại Luân Đôn ngày 13 tháng 5 năm 1842, có cha là trưởng ban quân nhạc. Khi lên 8, Arthur đã chơi thành thạo tất cả nhạc cụ trong ban quân nhạc. Tại trường, ông bắt đầu sáng tác nhạc vui và ca khúc. Năm 1856, ông nhận Học bổng Mendelssohn đầu tiên và theo học tại Học viện Âm nhạc Hoàng gia rồi tiếp tục học chỉ huy dàn nhạc tại Leipzig. Năm 1861, ông tốt nghiệp với bộ nhạc incidental cho vở kịch Giông tố của Shakespeare. Năm 1862, phiên bản chỉnh sửa và mở rộng được trình diễn tại Cung pha lê và gây ấn tượng ngay lập tức. Ông bắt đầu tạo dựng danh tiếng là nhà soạn nhạc trẻ triển vọng nhất nước Anh, sáng tác một bản giao hưởng, một bản concerto và một số khúc dạo đầu, trong đó có bản Overture di Ballo năm 1870.

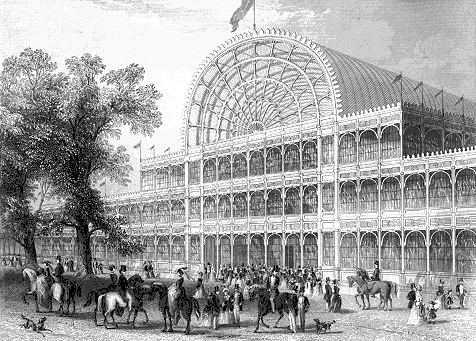
Cung pha lê là nơi trình tấu đầu tiên một số tác phẩm thời kỳ đầu của Sullivan

Các tác phẩm lớn đầu tiên của ông cho nhạc kịch có lời là vở The Masque at Kenilworth (1864); bản oratorio The Prodigal Son (1869); và một cantata On Shore and Sea (1871). Ông đã sáng tác một vở ba lê L'Île Enchantée (1864) và nhạc incidental cho một số vở kịch của Shakespeare. Những tác phẩm ban đầu khác được ca ngợi là Symphony in E, Cello Concerto, và Overture in C (In Memoriam) (cả ba đều được công diễn năm 1866). Tiền hoa hồng không giúp Sullivan giàu có. Ông chơi cả organ trong nhà thờ và sáng tác nhiều thánh ca, các khúc hát nổi tiếng và nhạc parlor.
Bước đột phá đầu tiên của Sullivan là hí kịch Cox and Box (1866) cùng nhà viết lời nhạc kịch F. C. Burnand cho buổi họp mặt thân mật. Sau đó tác phẩm đến với công chúng, Gilbert (về sau viết bài phê bình kịch cho tạp chí Fun) cho rằng nhạc của Sullivan "ở nhiều chỗ là quá tầm so với cốt truyện ngớ ngẩn kỳ cục kết hợp với nhau." Tuy vậy, vở diễn rất thành công và vẫn được trình diễn thường xuyên cho đến nay. Vở opera thứ hai của Sullivan và Burnand là The Contrabandista (1867) thì không thành công bằng.

## Opera

### Những hợp tác đầu tiên

#### Thespis

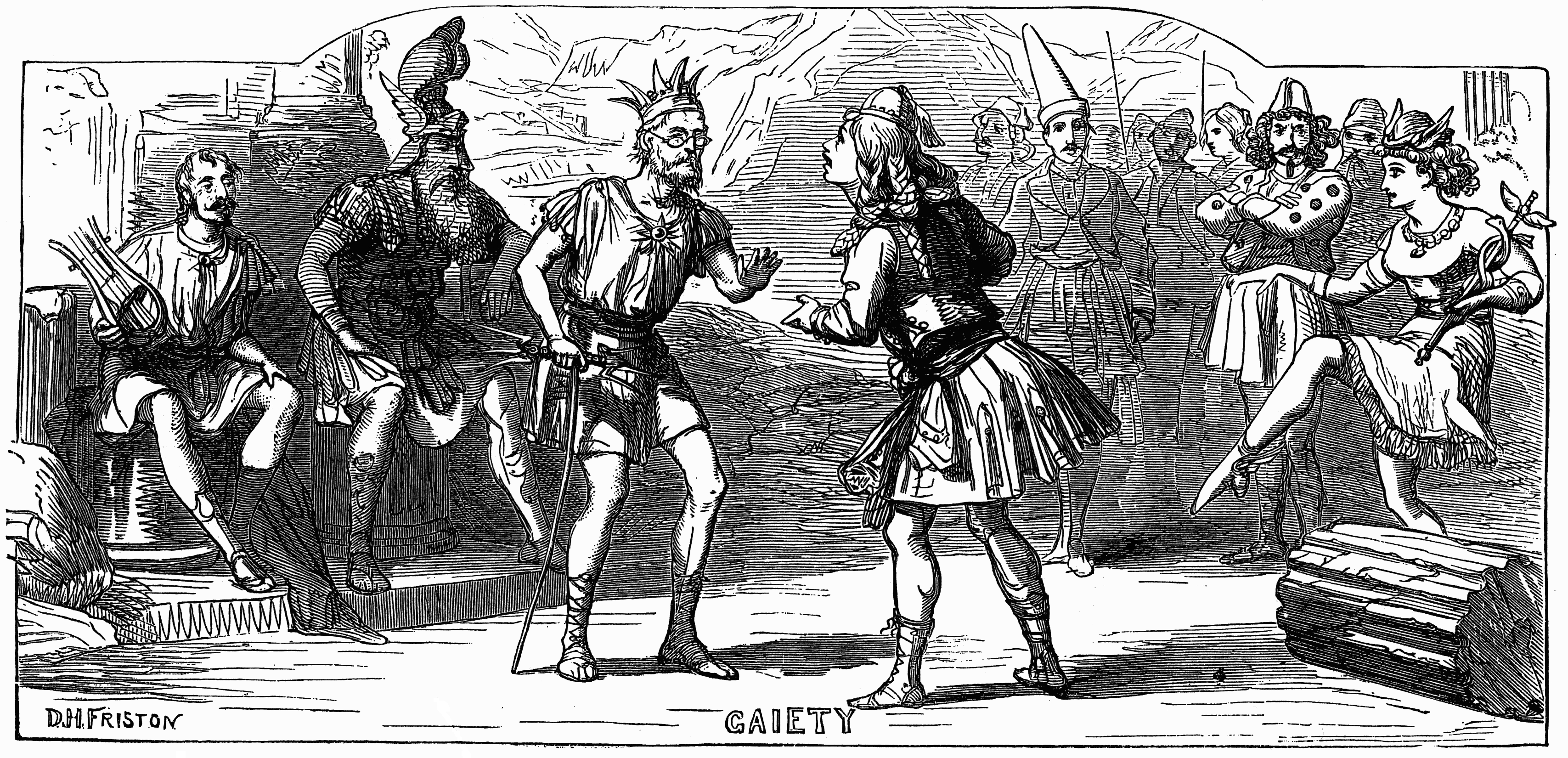
Một minh họa đương thời của Thespis trên tờ The Illustrated London News ngày 6 tháng 1 năm 1872

Năm 1871, nhà sản xuất John Hollingshead mang Gilbert và Sullivan lại với nhau để tổ chức chương trình giải trí Giáng Sinh với tên gọi Thespis tại Nhà hát Gaiety của mình. Tác phẩm là khúc phóng túng trong đó các vị thần Hy Lạp kinh điển già nua bị thay thế bằng đoàn diễn viên thế kỷ 19, và lấy theo tên cha đẻ kịch Hy Lạp là Thespis. Sự kết hợp giữa châm biếm chính trị và bản nhại grand opera bắt chước Orpheus in the Underworld và La Belle Hélène của Offenbach về sau thống trị nhạc kịch Anh.
Thespis mở màn vào Ngày tặng quà và diễn được 63 buổi. Vở diễn vượt qua 5 trong số 9 tác phẩm cạnh tranh trong kỳ lễ năm 1871, và số buổi đã dài hơn lượt diễn thông thường tại Gaiety. Không ai khi ấy có thể đoán trước được đó là sự mở đầu hợp tác của hai tài năng. Khác với các tác phẩm chung sau này của Gilbert và Sullivan, vở diễn được chuẩn bị vội vàng, bản chất táo bạo giống như các phẩm trước đó của Gilbert với phong cách hài linh hoạt hơn cho phép các diễn viên ứng biến. Hai trong số các nhân vật nam do nữ diễn viên thủ vai, họ phô bày chân trên sân khấu mà sau bị chính Gilbert lên án. Bản nhạc cho Thespis không được xuất bản và hiện đã thất lạc, ngoại trừ một bài hát được xuất bản riêng là đoạn điệp khúc được dùng lại trong vở The Pirates of Penzance và nhạc ba lê màn II.
Suốt ba năm kế tiếp, Gilbert và Sullivan không có dịp làm việc cùng nhau nữa nhưng mỗi người đều trở nên nổi tiếng hơn trong lĩnh vực của mình. Gilbert làm việc cùng Frederic Clay trong Happy Arcadia (1872) và Alfred Cellier trong Topsyturveydom (1874), ông viết The Wicked World (1873), Sweethearts (1874) và nhiều tác phẩm khác như lời nhạc kịch (libretto), kịch vui (farce), khúc phóng túng, hài kịch hư cấu, kịch và kịch chuyển thể. Sullivan hoàn thành Festival Te Deum (1872); một oratorio khác là The Light of the World (1873); chuỗi ca khúc duy nhất trong sự nghiệp The Window hay The Song of the Wrens (1871); nhạc incidental cho The Merry Wives of Windsor (1874) và nhiều ca khúc, từ ballad phòng trà cho đến thánh ca như bài Tinh binh Jesus tiến lên (1872). Đồng thời lúc ấy, khán giả đến rạp ngày càng đông do dân số Anh tăng nhanh; giáo dục và mức sống được cải thiện, đặc biệt đối với tầng lớp trung lưu; giao thông công cộng tăng cường; lắp đặt đèn đường, khiến cho từ nhà hát về nhà được an toàn hơn. Số lượng đàn dương cầm nước Anh sản xuất tăng gấp đôi từ năm 1870 đến năm 1890 khi nhiều người bắt đầu chơi nhạc parlor tại gia cũng như mở cửa nhiều nhà hát và phòng hòa nhạc hơn.

#### Trial by Jury
Năm 1874, Gilbert viết một libretto ngắn theo đặt hàng của nhà chỉ huy-sản xuất Carl Rosa. Vợ Rosa đáng lẽ đóng vai chính nhưng bà mất khi sinh con nên vở này bị hủy. Không lâu sau, Richard D'Oyly Carte đang quản lý Nhà hát Hoàng gia và cần một đoạn opera ngắn làm tiết mục hạ màn cho La Périchole của Offenbach. Carte biết về bản libretto của Gilbert dành cho Rosa và đề nghị Sullivan viết nhạc cho bản này. Tháng 2 năm 1875, Gilbert đọc lời cho Sullivan, nhà soạn nhạc trẻ đã rất thích thú; soạn ra Trial by Jury (Xử án bằng bồi thẩm đoàn). Vở được dàn dựng trong vài tuần.

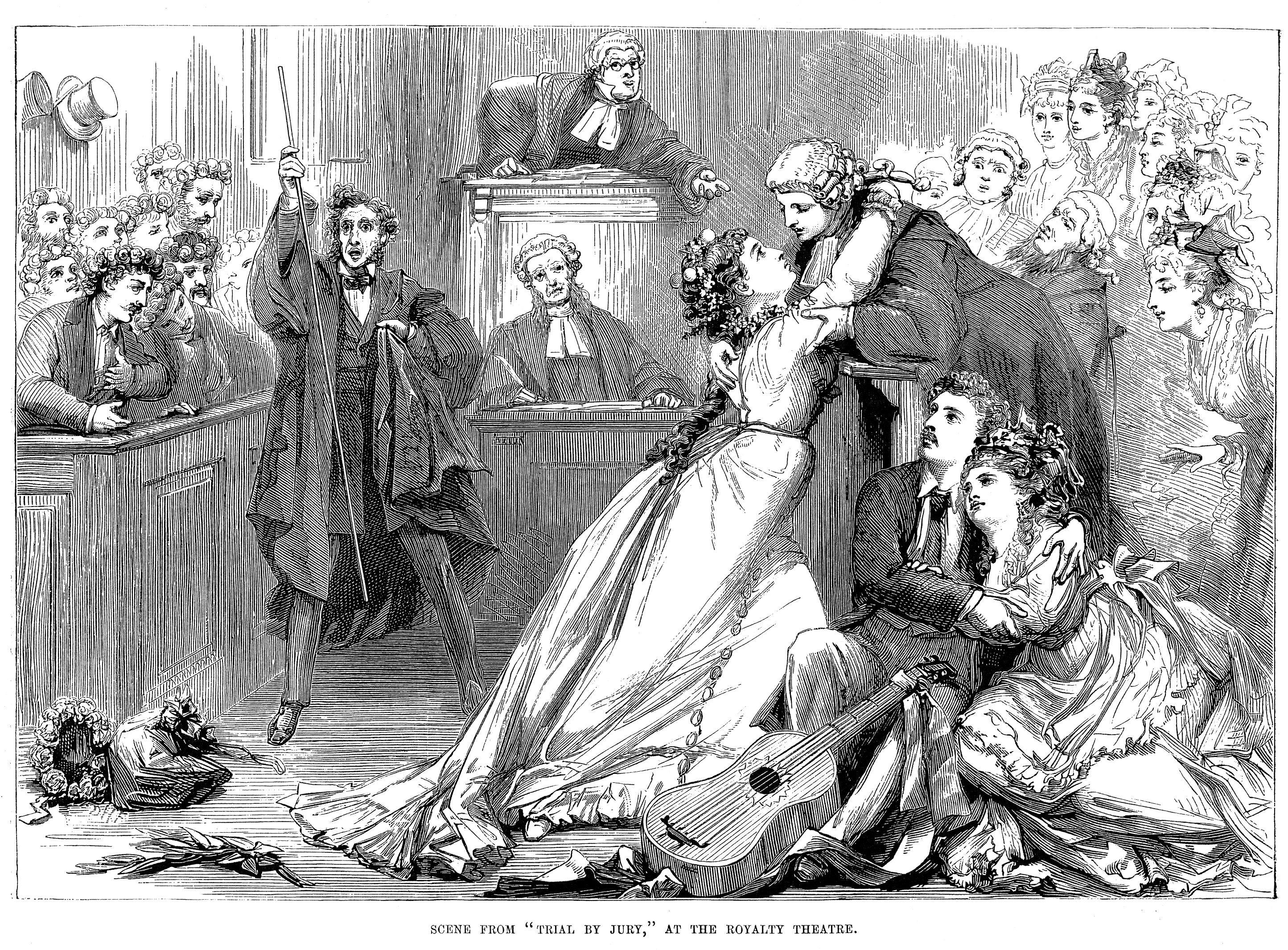
Tranh khắc của D.H. Friston về tác phẩm gốc Trial by Jury

Tác phẩm là một trong những cợt nhả hài hước của Gilbert về luật pháp và nghề pháp lý, dựa trên kinh nghiệm thầy cãi ngắn ngủi của mình. Nội dung liên quan đến việc bội ước hôn nhân. Nam bị đơn lập luận muốn chỉ bồi thường ít thôi vì "anh ta là kẻ xấu xa", trong khi nữ nguyên đơn lập luận đã yêu bị đơn nhiệt thành và mong muốn "bồi thường đáng kể". Tranh luận mãi, cuối cùng thẩm phán giải quyết vụ án bằng cách kết hôn với chính nguyên đơn dễ thương.  Anh trai Sullivan là Fred vào vai quan tòa (Learned Judge). Đoạn opera thành công vang dội, hơn cả vở La Périchole. Nhanh chóng kéo theo đó là các chuyến lưu diễn xuống tỉnh và tổ chức diễn thêm tại các rạp khác nữa.
Fred Sullivan là nguyên mẫu giọng nam trung cho các vai hát "patter" trong các vở opera sau này. Burnand viết rằng anh ấy "là một trong những comic little men tự nhiên nhất mà tôi từng gặp. Anh ấy cũng là một nhạc sĩ biểu diễn hạng nhất... Vì là người gây cười nhất, nên anh ấy tốt nhất." Sáng tạo của Fred sẽ đóng vai trò làm hình mẫu cho những tác phẩm cộng tác sau đó, mỗi vở đều có vai comic little man quan trọng, như Burnand đề cập. Giọng nam trung "patter" (về sau kiểu vai này gọi là "principal comedian" - diễn viên hài kịch chính) thường đảm nhận vai chính trong các vở opera của Gilbert và Sullivan, và hát các khúc "patter" nhịp điệu nhanh.
Sau thành công của Trial by Jury, các nhà hát đặt hàng Gilbert và Sullivan cùng nhau viết thêm nhiều vở opera nữa. Trong hai năm tiếp theo, Richard D'Oyly Carte và Carl Rosa là hai trong số những nhà quản lý sân khấu đã thương lượng với bộ đôi nhưng không thể đi đến thỏa thuận. Carte đề xuất tái diễn Thespis cho mùa Giáng sinh năm 1875, Gilbert và Sullivan sẽ chỉnh sửa lại bản mới, nhưng cuối cùng lại không có tài chính cho việc này. Đầu năm 1876, Carte đề nghị Gilbert và Sullivan sáng tác vở opera một màn về chủ đề trộm cắp, nhưng vở này chưa bao giờ hoàn tất.

### Thành công ban đầu

#### The Sorcerer
Tham vọng thực sự của Carte là phát triển một loại operetta kiểu Anh có thể thay thế diễn hài thô tục và những vở operetta Pháp được dịch rất tệ đang thống trị sân khấu Luân Đôn thời đó. Ông thành lập Công ty Opera Hài kịch, đặt hàng Gilbert và Sullivan viết một vở comic opera làm tâm điểm diễn xuất buổi tối.

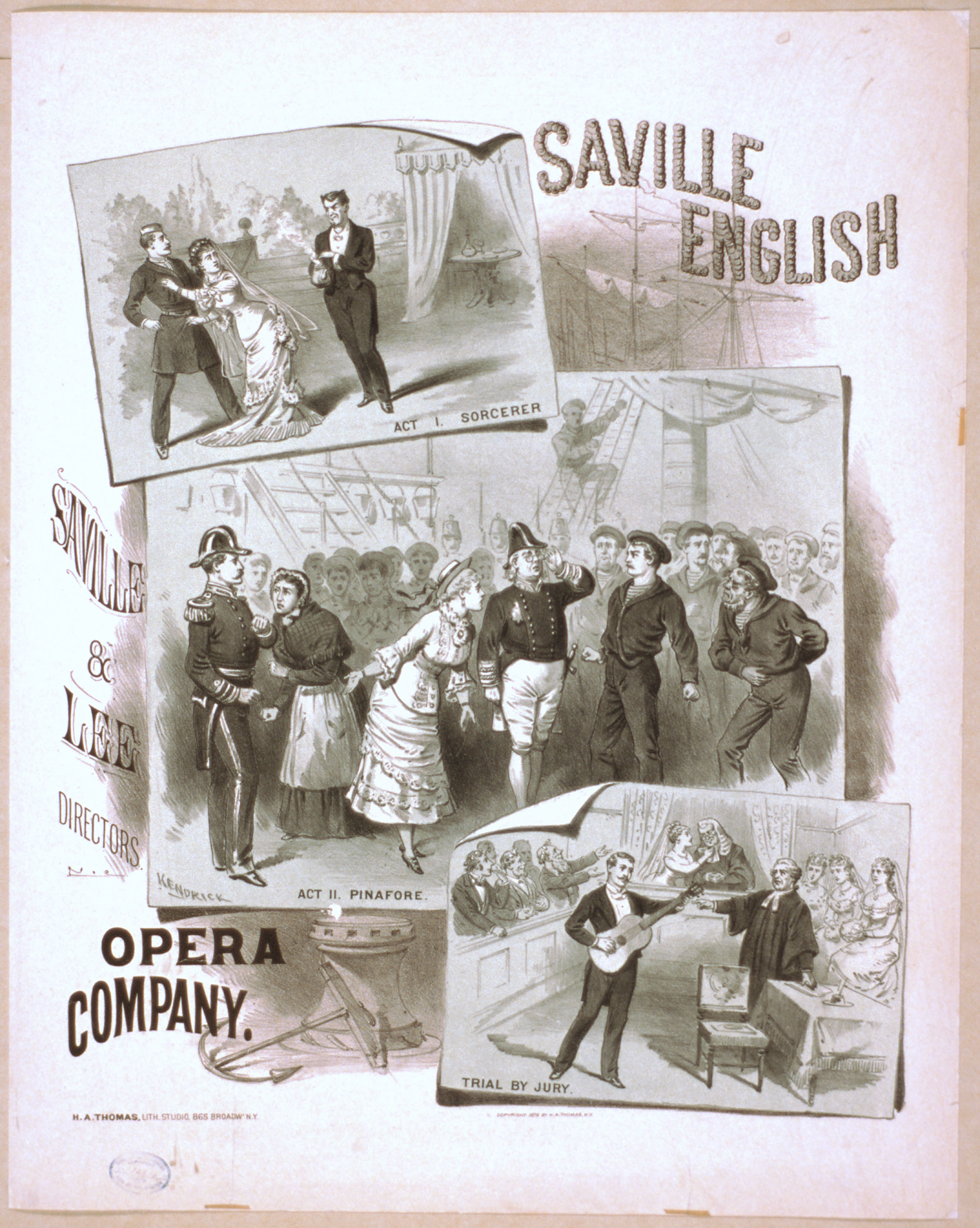
Áp phích ban đầu vẽ các cảnh trong The Sorcerer, Pinafore và Trial by Jury

Gilbert tìm thấy chủ đề trong truyện ngắn "The Elixir of Love" (Xuân dược) của mình, nội dung liên quan đến những phức tạp phát sinh khi phát lọ xuân dược cho hết cư dân một làng nhỏ. Nhân vật chính thương gia Cockney và cũng là phù thủy, buôn bán các bùa phép ban phúc (ít ai mua) hay nguyền rủa (nhiều người mua). Gilbert và Sullivan đã làm việc không biết mệt, giúp cho The Sorcerer (Phù thủy) (1877) là một tác phẩm hoàn chỉnh được đánh bóng mở màn ấn tượng, trái ngược hẳn với Thespis chưa được tập dượt gì. Tuy cũng được giới phê bình hoan nghênh, The Sorcerer lại không được thành công giống như Trial by Jury. Dù sao, vở này cũng được diễn hơn sáu tháng. Carte và nghiệp đoàn của ông ta đủ tự tin để đặt hàng hai người một vở opera trọn vẹn.

#### H.M.S. Pinafore
Gilbert và Sullivan ghi dấu thành công quốc tế đầu tiên với H.M.S. Pinafore (1878), châm biếm xu hướng gia tăng những kẻ không đủ tiêu chuẩn lại có chức quyền và chọc vui Hải quân Hoàng gia, cũng như nỗi ám ảnh về địa vị xã hội của người Anh (xây dựng theo chủ đề được đề cập trong The Sorcerer, tình yêu giữa những người khác biệt về tầng lớp xã hội). Giống như nhiều vở opera của Gilbert và Sullivan thường có bước ngoặt bất ngờ thay đổi mọi thứ đáng kể ở gần cuối câu chuyện.
Gilbert giám sát việc thiết kế khung cảnh, trang phục, và chỉ đạo diễn xuất trên sân khấu. Ông đề ra chủ nghĩa hiện thực trong diễn xuất, tránh tương tác với khán giả và nhấn mạnh tiêu chuẩn đặc trưng nhân vật không bao giờ nhận thức được sự ngớ ngẩn của chính họ. Ông yêu cầu diễn viên phải nằm lòng lời thoại và tuân theo chỉ dẫn, điều này khá mới mẻ đối với nhiều diễn viên thời đó. Sullivan đích thân giám sát việc chuẩn bị âm nhạc. Sân khấu nhạc kịch Anh nhờ đó mà được đánh bóng và sắc nét mới. Jessie Bond về sau viết lại:
H.M.S. Pinafore diễn được 571 suất tại Luân Đôn, đứng hàng ngoại hạng trong thời kỳ này. Hàng trăm phiên bản Pinafore lậu xuất hiện ở Mỹ. Khi đang công diễn Pinafore, Richard D'Oyly Carte chia tay các nhà đầu tư làm họ bất mãn vì không nhận được lợi lộc. Họ dàn dựng vụ hành hung công khai, cho một nhóm côn đồ tới phá ngay khi đang diễn. Nhóm kỹ thuật hậu trường đã bảo vệ sân khấu trước nhóm tấn công này. Việc này mở đường cho Carte liên minh với Gilbert và Sullivan thành lập Công ty Opera D'Oyly Carte, nơi cho ra lò tất cả những vở opera của họ sau này.
Bản libretto của H.M.S. Pinafore dựa trên các kiểu mẫu nhân vật có sẵn, đa số là quen thuộc trong opera châu Âu (một số phát triển từ thời Gilbert hợp tác German Reeds trước đó): nam chính anh hùng (tenor) và người nữ phối cặp (soprano); bà già giọng bí ẩn hoặc đanh sắc (contralto); cha nữ chính (baritone) và nhân vật phản diện kinh điển (bass-baritone). Gilbert và Sullivan đã thêm vào yếu tố cho nhân vật hát patter trong hí kịch. Thành công của H.M.S. Pinafore đã thắt chặt hệ thống biểu diễn và sản xuất của D'Oyly Carte, mỗi vở opera sẽ sử dụng kiểu tuyến nhân vật như vậy. Trước The Sorcerer, Gilbert dựng kịch quanh những ngôi sao đã thành danh trong nhà hát khách hàng của mình, như trường hợp Thespis hay Trial by Jury. Nhưng khi tập hợp và xây dựng đội ngũ cho The Sorcerer, Gilbert không còn thuê các ngôi sao nữa; mà ông tự tạo ra ngôi sao. Ông và Sullivan chọn diễn viên, sáng tác opera của họ cho cả dàn diễn viên hơn là các ngôi sao riêng lẻ.

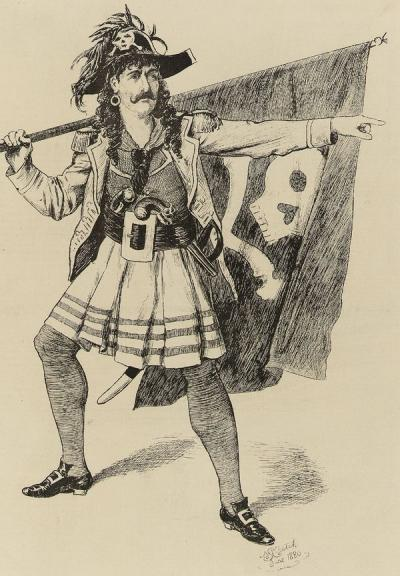
Vua hải tặc

Hệ thống vốn tiết mục đảm bảo cho John Wellington Wells hát patter vốn vào vai phù thủy sẽ trở thành Ngài Joseph Porter thống lãnh hải quân hoàng gia trong H.M.S. Pinafore, tiếp sau là vai Thiếu tướng Stanley trong The Pirates of Penzance, v.v. Tương tự, bà Partlet trong The Sorcerer chuyển thành Little Buttercup trong Pinafore, rồi là bà hầu gái tận tụy Ruth trong Pirates. Những diễn viên không tên tuổi cùng sớm tham gia hợp tác với Gilbert và Sullivan và đi theo công ty nhiều năm đã trở thành những ngôi sao sân khấu thời Victoria. Họ là giọng chính George Grossmith, nam trung trữ tình Rutland Barrington, nam trung trầm Richard Temple, nữ cao soubrette Jessie Bond.

#### The Pirates of Penzance
The Pirates of Penzance (Hải tặc Penzance) (Đêm giao thừa năm 1879) cũng châm biếm các quy ước thường thấy trong grand opéra như ý thức trách nhiệm, nghĩa vụ gia đình, "trịnh trọng" của nền văn minh và tầng lớp quý tộc, và sự phù hợp của nền giáo dục tự do. Nội dung cũng lấy lại chủ đề những người không xứng đáng trong Pinafore như "Thiếu tướng thời hiện đại" cập nhật đủ mọi kiến thức ngoại trừ quân sự. Vì hải tặc Penzance tốt bụng đều là trẻ mồ côi nên vị thiếu tướng gạt rằng mình cũng là trẻ mồ côi để cùng các con gái trốn thoát. Những tên cướp biển biết được trò dối trá nên bắt giữ thiếu tướng lại. Khi biết được những tên hải tặc đều thuộc dòng dõi khanh tướng, thiếu tướng lại ngã giá: "Hãy quay lại với phẩm trật danh phận mình rồi cưới các con gái xinh đẹp của tôi!"
Tác phẩm được công diễn lần đầu ở New York chứ không phải Luân Đôn, trong nỗ lực (bất thành) nhằm bảo đảm bản quyền tại Mỹ. Tác phẩm ghi nhận thành công lớn với cả giới phê bình lẫn khán giả. Gilbert, Sullivan và Carte đã cố gắng trong nhiều năm để kiểm soát bản quyền biểu diễn tại Mỹ đối với các vở opera của mình nhưng bất thành. Dầu vậy, Pirates thành công vang dội ở cả New York (khiến nhiều bản nhái theo) rồi đến Luân Đôn, trở thành một trong những tác phẩm của Gilbert và Sullivan được trình diễn, chuyển thể và nhại lại thường xuyên nhất. Tác phẩm cũng thành công trong các vở diễn phục hưng sân khấu ở Broadway năm 1981 và ở West End năm 1982 của Joseph Papp tiếp tục ảnh hưởng đến việc sản xuất các vở opera cùng tên sau này.
Năm 1880, cantata The Martyr of Antioch của Sullivan được diễn lần đầu tại Liên hoan Âm nhạc Ba năm Leeds với libretto được Sullivan và Gilbert chuyển thể từ bài thơ sử thi năm 1822 của Henry Hart Milman liên quan đến Nữ thánh Margaret thành Antioch tử đạo vào thế kỷ 3. Sullivan trở thành nhạc trưởng của lễ hội âm nhạc Leeds rà đời năm 1880 và chỉ huy buổi biểu diễn. Năm 1898, Công ty Opera Carl Rosa dàn dựng cantata này thành vở opera.

### Khai trương Nhà hát Savoy

#### Patience

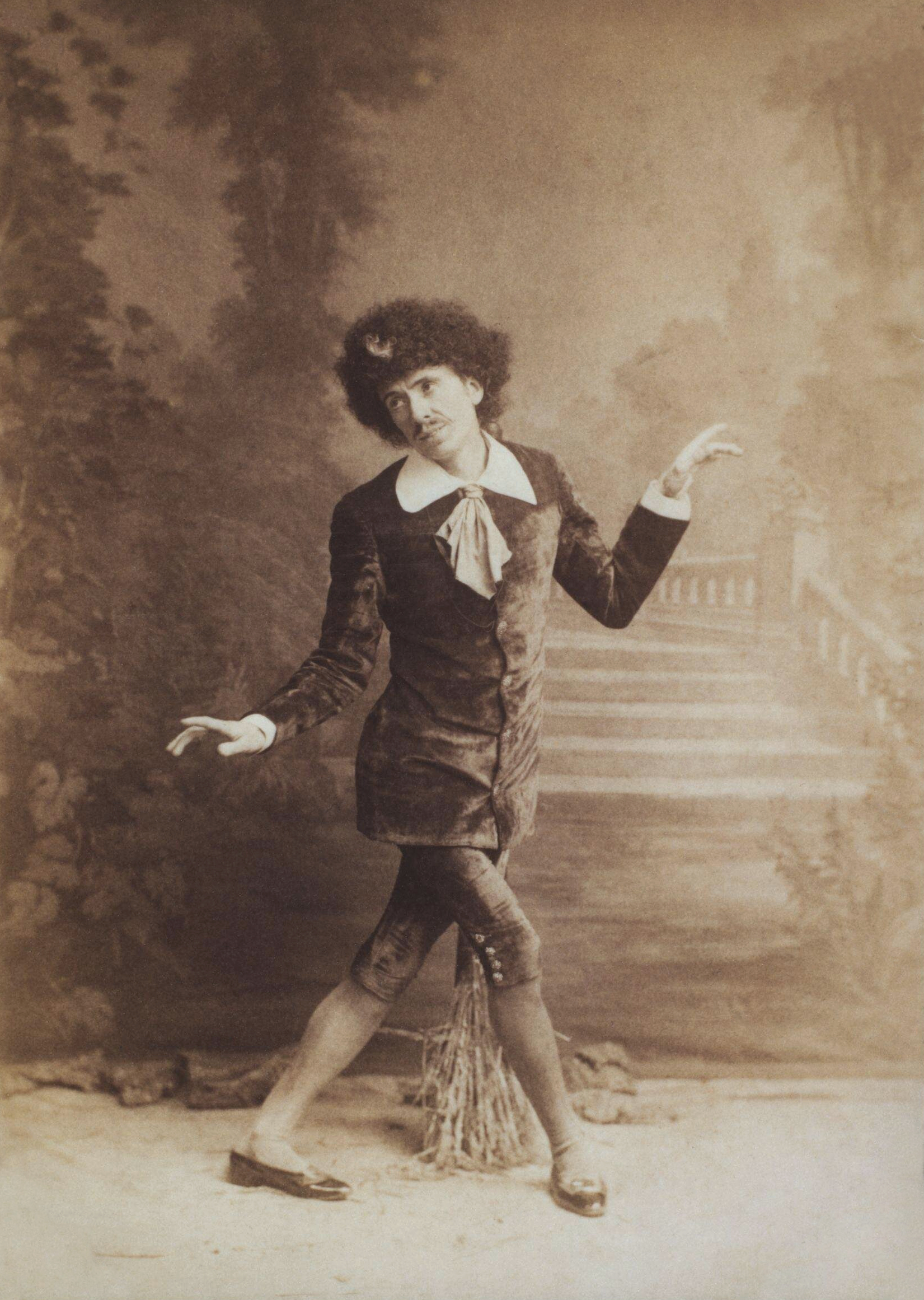
George Grossmith vào vai Bunthorne trong Patience, 1881

Patience (1881) châm biếm phong trào thẩm mỹ nói chung và các thi sĩ lòe loẹt trong đó, kết hợp những khía cạnh của Algernon Charles Swinburne, Dante Gabriel Rossetti, Oscar Wilde, James McNeill Whistler và nhiều người khác trong hai nhân vật nhà thơ đối nghịch Bunthorne và Grosvenor. Grossmith vào vai Bunthorne đã trang điểm, trang phục, tóc giả giống như Swinburne và đặc biệt là theo Whistler, như thấy trong bức hình bên cạnh. Tác phẩm cũng phản ánh sự phù phiếm của nam giới và chủ nghĩa sô vanh trong quân đội. Nội dung nói về hai nhà thơ thẩm mỹ đối thủ của nhau, họ quyến rũ gái làng là những người đã đính hôn với lính kỵ. Cả hai đều yêu cô gái vắt sữa Patience. Patience ghét một người, yêu người kia nhưng cho rằng phải tránh mặt anh ta. Richard D'Oyly Carte cũng là nhà đại diện cho Oscar Wilde, người đề xướng chủ nghĩa thẩm mỹ nhưng chưa có tiếng tăm khi ấy. Carte đưa Wilde đến Mỹ để tham gia thuyết trình trong lúc vở kịch đang được trình diễn tại đó, nhằm để khán giả có thể hiểu tác phẩm đang châm biếm vấn đề gì.
Trong khi diễn Patience, Carte xây dựng Nhà hát Savoy lớn, hiện đại để làm sân khấu nhà lâu dài. Đây là nhà hát đầu tiên (và là tòa nhà công cộng đầu tiên trên thế giới) dùng điện thắp sáng. Patience chuyển sang Savoy sau sáu tháng diễn tại Opera Comique, tổng cộng là 578 buổi diễn, vượt qua cả H.M.S. Pinafore.

#### Iolanthe
Iolanthe (1882) là vở opera đầu tiên mở màn tại Savoy. Savoy chạy điện hoàn toàn có thể tạo ra nhiều hiệu ứng đặc biệt, chẳng hạn như những chiếc đũa thần lấp lánh cho dàn đồng ca tiên nữ. Vở opera chọc vào luật pháp và Nhà nghị viện Anh cũng như xung đột giới tính. Các nhà phê bình cho rằng Sullivan đã tiến thêm một bước với Iolanthe. The Daily Telegraph nhận xét "Nhà soạn nhạc đã nắm bắt được cơ hội, và chúng ta có trách nhiệm ghi nhận ông đã nỗ lực nhất với Iolanthe trong toàn bộ loạt kịch của Gilbert." Tương tự, The Theatre đánh giá "âm nhạc Iolanthe là chef-d'œuvre của Tiến sĩ Sullivan. Chất lượng xuyên suốt đồng đều hơn và ở tầm cao hơn bất kỳ tác phẩm nào trước đó của ông..."

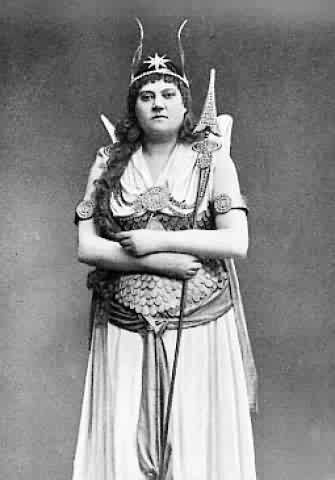
Barnett trong vai Tiên nữ hoàng

Iolanthe là một trong số tác phẩm của Gilbert gồm The Wicked World (1873), Broken Hearts (1875), Princess Ida (1884) và Fallen Fairies (1909) nói về đàn ông và "tình yêu trần tục" tàn phá hiện trạng thế giới yên bình của phụ nữ. Đầu thập niên 1870, Gilbert sáng tác một số "hài kịch cổ tích" tại Nhà hát Haymarket. Chịu ảnh hưởng từ tác phẩm cổ tích của James Planché, các vở kịch này ra đời dựa trên ý tưởng về những nhân vật được tự mạc khải do pháp thuật hay can thiệp siêu nhiên nào đó.
Năm 1882, Gilbert lắp điện thoại tại nhà và trên bàn làm việc trong Nhà hát Savoy để có thể theo dõi các buổi tập và diễn từ nhà. Gilbert đã đề cập đến công nghệ mới trong Pinafore vào năm 1878, chỉ hai năm sau phát minh ra điện thoại và trước cả khi dịch vụ điện thoại xuất hiện tại Luân Đôn. Sullivan cũng lắp một chiếc. Ngày 13 tháng 5 năm 1883, trong tiệc mừng sinh nhật lần thứ 41 của nhà soạn nhạc, các vị khách bao gồm cả Thân vương xứ Wales (là Edward VII về sau), đã nghe trực tiếp các phần Iolanthe từ Savoy. Đây có lẽ là buổi "phát sóng" opera trực tiếp đầu tiên.
Năm 1883, trong đợt diễn Iolanthe, Sullivan được nữ hoàng Victoria phong tước hiệp sĩ. Tuy chính những vở opera cộng tác với Gilbert mới khiến thanh danh ông nổi bật, nhưng vinh dự hoàng gia lại trên cơ sở những đóng góp cho âm nhạc chuyên biệt. Tổ chức âm nhạc và nhiều nhà phê bình tin rằng Sullivan sẽ chấm dứt việc sáng tác comic opera với lý do hiệp sĩ âm nhạc không nên hạ mình xuống dưới oratorio hoặc grand opéra. Dù được đảm bảo tài chính khi viết cho Savoy, Sullivan ngày càng xem nhẹ việc cộng tác với Gilbert, coi là dưới tầm mình và đơn giản là lặp lại. Hơn nữa, ông tỏ ra không hài lòng khi phải đơn giản hóa âm nhạc để phù hợp với lời hát của Gilbert. Nhưng nghịch lý là vào tháng 2 năm 1883, ngay sau khi Iolanthe mở màn, Sullivan đã ký thỏa thuận 5 năm với Gilbert và Carte, trong đó có yêu cầu sản xuất vở comic opera mới mỗi 6 tháng.

#### Princess Ida
Princess Ida (Công chúa Ida) (1884) khoác lên cái vỏ giáo dục nữ tính và chủ nghĩa Sô vanh của nam giới để tiếp tục chủ đề xung đột giới tính từ Iolanthe. Vở opera dựa trên bài thơ The Princess: A Medley của Tennyson. Gilbert từng dựa vào đó viết một vở kịch vui không vần với tựa đề The Princess năm 1870. Ông lấy lại rất nhiều đoạn hội thoại từ đó cho vào libretto Princess Ida mới này. Princess Ida là tác phẩm duy nhất của Gilbert và Sullivan có đoạn hội thoại hoàn toàn bằng thơ không vần, cũng là tác phẩm chung duy nhất của họ có ba màn. Lillian Russell tham gia tập vai chính nhưng Gilbert thấy diễn viên không đủ chuyên tâm. Khi bỏ lỡ một buổi tập, Gilbert đã loại Russell khỏi vở diễn.
Theo chuẩn mực trước đây, Princess Ida là vở opera đầu tiên không thành công của Gilbert và Sullivan. Mùa hè Luân Đôn đặc biệt nóng nực khiến không bán được vé. Vở opera diễn được tương đối ngắn là 246 buổi, và không được diễn lại ở Luân Đôn cho đến tận năm 1919. Sullivan từng hài lòng với lời libretto. Nhưng hai tháng sau khi Ida mở màn, ông nói với Carte "Tôi không thể sáng tạo thêm khác cho nhân vật trong những tác phẩm do Gibert và chính tôi từng viết ra." Khi Princess Ida có dấu hiệu giảm sút, Carte nhận ra lần đầu tiên trong lịch sử cộng tác chưa hề có vở mới sẵn sàng để thay thế cho vở cũ sắp phải hạ màn. Vào ngày 22 tháng 3 năm 1884, ông thông báo theo hợp đồng cho Gilbert và Sullivan rằng cần một vở opera mới trong vòng 6 tháng.

### Né "viên kẹo ma thuật"

#### The Mikado

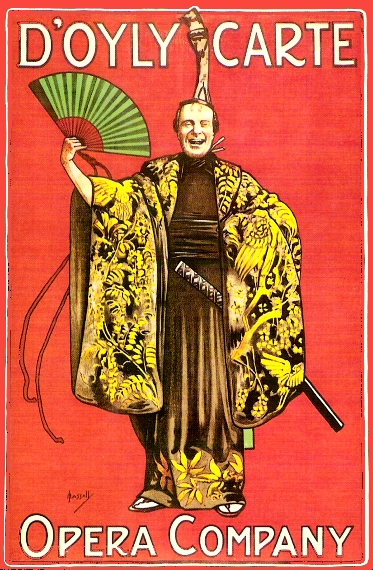
Áp phích The Mikado

Thành công nhất của Nhà hát Savoy là The Mikado (1885), vở diễn chế nhạo bộ máy quan liêu Anh, được ngụy trang lộ liễu bằng bối cảnh Nhật Bản. Gilbert ban đầu đề xuất cốt truyện opera mới về viên kẹo ngậm có thể biến đổi nhân vật nhưng Sullivan cho là không tự nhiên và thiếu "sự thích thú và xác suất xảy đến" cũng như quá giống với The Sorcerer trước đó. Giống như nội dung trong phim Topsy-Turvy, cả hai rơi vào bế tắc cho đến ngày 8 tháng 5 năm 1884, Gilbert từ bỏ ý tưởng "viên kẹo", chấp thuận một libretto không có bất kỳ yếu tố siêu nhiên nào.
Trong bối cảnh Anh-Nhật mở cửa giao thương, hàng nhập khẩu, nghệ thuật và phong cách Nhật trở thành mốt, ở Knightsbridge còn tổ chức triển lãm làng quê Nhật, đây là cơ hội chín muồi cho một vở opera về Nhật Bản. Gilbert nói "Tôi không thể đưa ra lý do chính đáng cho... cốt truyện đặt ở Nhật Bản... cung cấp cho bạn một lý do chính đáng cho việc ... tác phẩm của chúng tôi được đặt ở Nhật Bản. Đó là... cách thể hiện, khung cảnh và trang phục đẹp như tranh vẽ, và tôi cho rằng ý tưởng về viên quan chấp chính... vừa phán xét vừa là đao phủ nhưng không làm hại đến cả con kiến, có lẽ sẽ khiến công chúng thích thú."
Đặt bối cảnh ở một đất nước xa xôi như Nhật Bản cho phép Gilbert và Sullivan tự do hơn trong việc châm biếm thể chế chính trị Anh dưới vỏ bọc Nhật. Gilbert viết "Mikado trong opera là vị vua hư cấu vào thời đại xa xôi, nên dù bất kỳ cách nào cũng không thể xem là cú đánh vào thể chế hiện thời." G. K. Chesterton so sánh nó với Gulliver du kí của Jonathan Swift: "Gilbert đã rượt theo đuổi bắt các tệ nạn nước Anh hiện đại cho đến khi chúng không còn chân mà đứng, chính xác như Swift đã làm... Tôi không chắc trong toàn bộ vở kịch có trò đùa nào đúng với người Nhật không nhưng tất cả những câu chuyện cười đó đều phù hợp với người Anh... Pooh-bah ở Anh không chỉ là châm biếm mà còn là sự thật."
The Mikado đã trở thành vở diễn thành công nhất của bộ đôi với 672 buổi tại Nhà hát Savoy, vượt qua Pinafore và Patience. Đây vẫn là vở opera Savoy được trình diễn thường xuyên nhất. The Mikado được dịch ra nhiều thứ tiếng và là một trong những vở nhạc kịch được trình diễn thường xuyên nhất trong lịch sử.

#### Ruddigore
Ruddigore (1887) thuộc thể loại melodrama đảo nghịch thời Victoria, không thành công như hầu hết các tác phẩm chung trước đó, chỉ với 288 buổi diễn. Các nhà phê bình đánh giá tiêu cực về tựa đề gốc Ruddygore cùng với một số chi tiết cốt truyện như hồi sinh hồn ma. Gilbert và Sullivan đã phải thay chữ trong tiêu đề, thực hiện một số chỉnh sửa và cắt xén. Tuy vậy vở diễn vẫn có lãi và đánh giá sau đó đều không tệ. Như tờ The Illustrated London News khen ngợi tác phẩm, Gilbert và đặc biệt là Sullivan: "Ngài Arthur Sullivan đã thành công xuất sắc trong việc thể hiện tình cảm tinh tế và hài hước trong comic opera. Về tình cảm tinh tế, giai điệu duyên dáng quyến rũ chiếm ưu thế về; còn về hài hước, âm nhạc trong những tình huống kỳ cục mang lại sắc thái vui nhộn." Khi diễn lại Ruddigore sau Chiến tranh thế giới thứ nhất, Rupert D'Oyly Carte  đã thực hiện thêm một số sửa đổi khác, thêm vào một bản overture mới. Sau đó, Công ty Opera D'Oyly Carte thường diễn lại vở này.
Một số yếu tố cốt truyện Ruddigore từng được Gilbert giới thiệu trong vở opera một màn Ages Ago (1869) trước đó của mình, như tổ tiên độc ác và hình ảnh ma quái bước ra từ tranh chân dung họ. Khi Ruddigore hạ màn vẫn chưa có sẵn vở opera mới nào để diễn tiếp. Gilbert lại đề xuất phiên bản cốt truyện "viên kẹo" cho vở opera tiếp theo, còn Sullivan cũng nhắc lại sự miễn cưỡng của mình nếu phải thực hiện. Trong khi hai người chưa tìm được tiếng nói chung do khác biệt nghệ thuật cũng như Sullivan còn có việc khác phải hoàn thành, Carte hồi sinh các vở cũ được yêu thích như H.M.S. Pinafore, The Pirates of Penzance và The Mikado.

#### The Yeomen of the Guard
Yeomen of the Guard (1888) là tác phẩm chung duy nhất của bộ đôi có cái kết không hài. Nhân vật chính là gã hề và nữ ca sĩ bị cuốn vào một âm mưu mạo hiểm tại Tháp Luân Đôn thế kỷ 16. Hoàn toàn không có sự châm biếm thể chế Anh trong đó. Các hội thoại bằng văn xuôi có phong cách gần như kiểu tiếng Anh hiện đại sơ khai. Gilbert quay lại bi kịch Broken Hearts năm 1875 của mình để lấy tư liệu cốt truyện. The Times khen ngợi libretto: "Phải thừa nhận rằng Ngài Gilbert đã nỗ lực vượt ra lối mòn thân thuộc để vươn lên tầm cao hơn". Dù không phải là vở grand opéra, nhưng bản libretto mới đã tạo cơ hội cho Sullivan soạn bản nhạc kịch tham vọng nhất của ông cho đến nay. Mới đây ca ngợi Sullivan với bản oratorio thành công The Golden Legend, các nhà phê bình tiếp tục coi bản nhạc dành cho Yeomen là hay nhất của Sullivan. Họ đánh giá cao gồm cả bản overture được soạn dưới hình thức sonata chứ không phải là pot-pourri nối tiếp các giai điệu từ opera, giống như hầu hết các overture khác của Sullivan. Tờ The Daily Telegraph cho biết:
Nhạc đệm... nghe thật hay, đặc biệt là đưa vào tiếng sáo gỗ thật thu hút. Chính Schubert cũng khó có thể xử lý những nhạc cụ đó một cách khéo léo hơn, soạn sao cho hay hơn... Chúng ta thấy các ca khúc và điệp khúc trong The Yeomen of the Guard vượt trước tất cả những nỗ lực của ngài ấy trước đây trong thể loại đặc biệt này. Vì vậy, âm nhạc được nâng lên một bình diện cao hơn, chúng ta có một vở opera Anh chính hiệu...

Yeomen thành công vang dội, được diễn hơn một năm ở cả New York và các chuyến lưu diễn. Ngày 12 tháng 3 năm 1889, Sullivan viết cho Gilbert:
Tôi đã đánh mất niềm yêu thích soạn nhạc cho comic opera, cũng có những nghi ngờ về khả năng của tôi trong chuyện ấy... Anh đã nói phải hy sinh bản thân mình ít nhiều trong vở opera nghiêm trang. Tôi chỉ muốn nói rằng đây chỉ là đóng góp trong những tác phẩm chung của chúng ta, hơn thế nữa, tôi phải tiếp tục với comic opera để khiến nó thành công.

Sullivan nhấn mạnh rằng tác phẩm tiếp theo phải là grand opéra. Gilbert không cho rằng mình phải viết grand opéra nhưng đã đề nghị một thỏa hiệp mà cuối cùng Sullivan đã chấp thuận. Hai người sẽ cùng sáng tác một operetta cho Savoy, đồng thời Sullivan soạn nhạc grand opéra (Ivanhoe) cho nhà hát mới mà Carte đang xây dựng nhắm đến trình diễn opera Anh. Sau một thời gian ngắn bế tắc chọn chủ đề, Sullivan chấp nhận ý tưởng về thành Venezia, "dường như mang lại cho tôi cơ hội tuyệt vời để nắm bắt sắc màu tươi sáng và âm nhạc."

#### The Gondoliers
The Gondoliers (1889) có bối cảnh diễn ra một phần ở Venezia, phần khác tại vương quốc do cặp chèo thuyền (gondolier) cai trị. Cặp gondolier cố gắng tu sửa chế độ quân chủ theo tinh thần "bình đẳng cộng hòa". Gilbert tóm lại vài chủ đề trước đây của mình, chẳng hạn như phân biệt giai cấp. Lời nhạc kịch cũng phản ánh niềm say mê của Gilbert với "Luật Công ty Cổ phần", nhấn mạnh sự hội tụ vô lý của con người tự nhiên và tư cách pháp nhân, điều này còn rõ ràng hơn nữa trong vở tiếp theo Utopia Limited. Báo chí cũng đầy thích thú trước vở diễn. Tờ Illustrated London News đưa tin:
...Gilbert đã trở lại như trước kia, mọi người đều rất phấn khởi. Ông ấy lại là chính mình. Gilbert của Bab Ballad, Gilbert tự cao hay thay đổi, giễu cợt khó hiểu, châm biếm tinh tế và nghịch lý khôi hài. Gilbert đã phát minh ra trường phái của riêng mình, ông vừa là hiệu trưởng vừa là học sinh, người chưa bao giờ dạy cho ai khác ngoài chính mình, gần như không kẻ nào bắt chước nổi — đây là Gilbert mà công chúng muốn thấy, và đây là Gilbert được cổ vũ vào tối thứ bảy cho đến khi khán giả không còn cổ vũ nổi nữa.

Bạn cộng tác cũ trong vở Cox and Box (sau này là biên tập viên của tạp chí Punch) là Burrnand đã viết cho Sullivan: "Magnificento!... Tôi phát ghen với anh và W.S.G có thể đặt một tác phẩm mốt thời thượng hoàn chỉnh như này lên sân khấu." Vở opera được coi là thành công chung lớn cuối cùng của Gilbert và Sullivan, có số buổi diễn chỉ thua kém H.M.S. Pinafore, Patience và The Mikado. Ngày 6 tháng 3 năm 1891, The Gondoliers là vở opera đầu tiên của Gilbert và Sullivan được vinh dự diễn tại Lâu đài Windsor phục vụ nữ vương Victoria và hoàng gia.

### Xung đột tấm thảm
Mối quan hệ của Gilbert và Sullivan trong công việc khá là thân thiện, nhưng đôi khi cũng căng thẳng, đặc biệt càng gia tăng trong các vở opera về sau. Nguyên nhân phần vì mỗi người đều muốn người kia phải theo yêu cầu công việc của mình, phần khác là do tính cách đối lập: Gilbert thường đối đầu và dễ tự ái còn Sullivan hay tránh xung đột. Libretto của Gilbert thấm nhuần những tình huống "đảo nghịch" theo chủ nghĩa phi lý, đảo lộn trật tự xã hội. Nội dung này thường mâu thuẫn với mong muốn của Sullivan theo chủ nghĩa hiện thực và giàu cảm xúc. Sự châm biếm chính trị của Gilbert thường chọc ghẹo đến những người giàu có và quyền lực, đây lại là đối tượng Sullivan tìm kiếm kết thân và nhận bảo trợ.

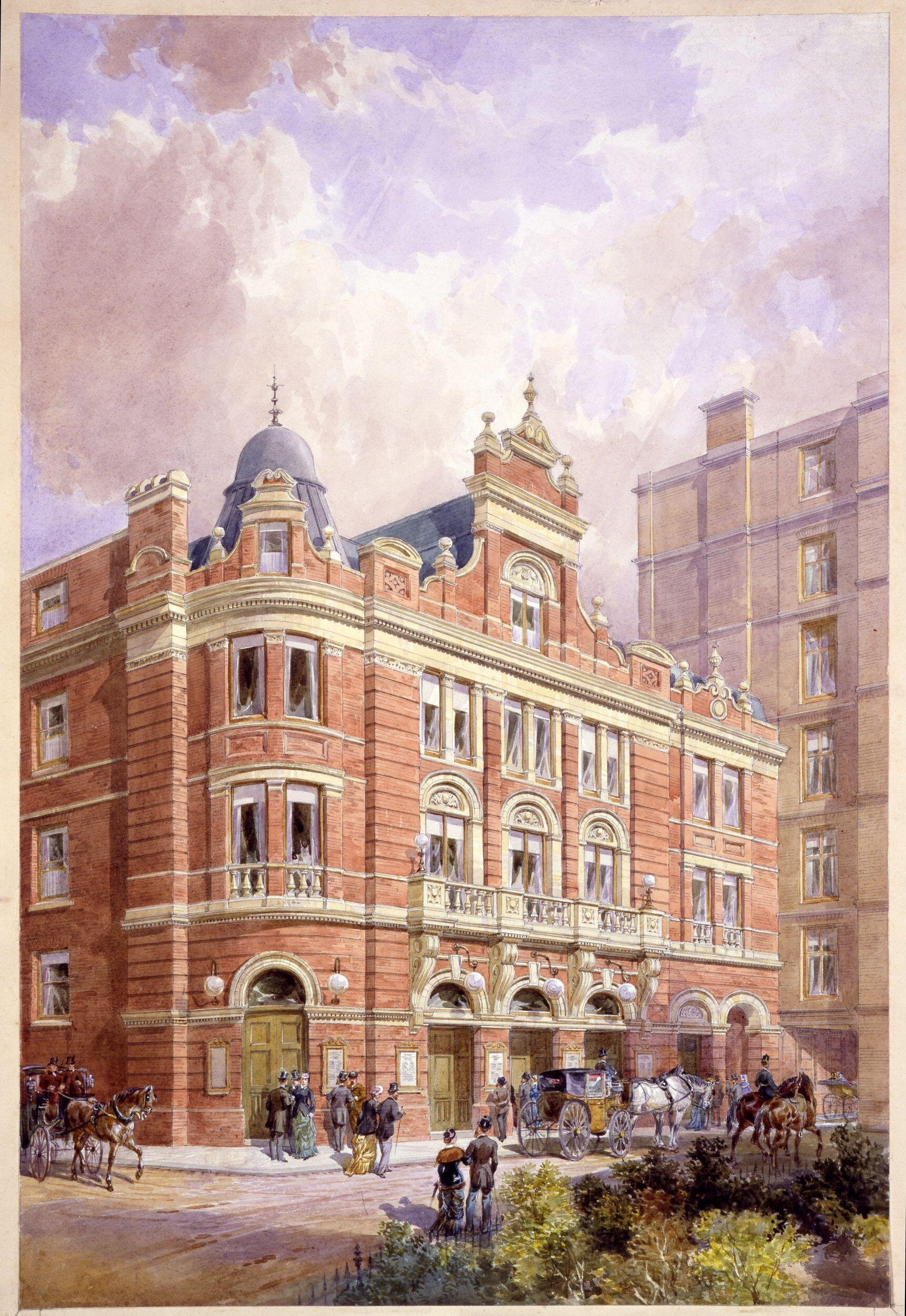
Nguyên bản mặt tiền Nhà hát Savoy khoảng năm 1881

Gilbert và Sullivan nhiều lần bất đồng khi chọn chủ đề. Mỗi lần sau khi kết thúc Princess Ida và Ruddigore kém thành công hơn 7 vở khác từ  H.M.S. Pinafore đến The Gondoliers, Sullivan đề nghị chấm dứt cộng tác, nêu ra cảm nhận cốt truyện của Gilbert cứ bị lặp lại và không thấy thỏa mãn nghệ thuật với các vở opera. Trong lúc hai nghệ sĩ giải quyết khác biệt, Carte vẫn mở cửa Savoy diễn lại các tác phẩm trước đó. Cứ như vậy, sau vài tháng tạm dừng, Gilbert lại có libretto thuyết phục được Sullivan chuyển từ phản đối sang chấp thuận, thế là hai bên tiếp tục cộng tác.
Tháng 4 năm 1890, trong lượt chạy diễn The Gondoliers, Gilbert chất vấn Carte về chi phí sản xuất. Trong số các hạng mục Gilbert phản đối có chi phí tấm thảm mới trải ở sảnh Nhà hát Savoy, Carte tính chung cho cả ba. Gilbert nói đây là chi phí bảo trì nên được tính cho riêng Carte. Gilbert đối chất với Carte, nhưng Carte từ chối xem xét lại các khoản này. Gilbert nổi hung và viết cho Sullivan "Tôi để lại cho anh ta một lời rằng thật sai lầm khi đạp đổ cái thang đã nâng mình lên". Helen Carte viết rằng Gilbert xử sự với Carte "theo cách mà tôi không nghĩ rằng đáng dùng thậm chí đối với một người đầy tớ làm phật lòng mình". Ngày 5 tháng 5 năm 1890, Gilbert viết cho Sullivan: "Cuối cùng thì thời điểm chúng ta chấm dứt cộng tác đã đến... Tôi đang viết cho Carte... thông báo để anh ta không sản xuất hoặc biểu diễn bất kỳ bản libretto nào của tôi sau Giáng sinh năm 1890 nữa." Như nhà viết tiểu sử Andrew Crowther giải thích:
Rốt cuộc, tấm thảm chỉ là một trong các cớ tranh chấp, vấn đề thực sự không nằm ở giá trị những thứ này mà là câu hỏi liệu Carte có đáng tin cậy trong các vấn đề tài chính liên quan đến Gilbert và Sullivan hay không. Gilbert cho rằng nghĩ tích cực nhất thì Carte có thể phạm phải một loạt sai lầm về vấn đề thanh toán, nhưng tệ nhất thì là đã cố tình lừa đảo người khác. Với khoảng cách thời đại không dễ để nói đúng sai, nhưng có vẻ như khá rõ ràng là có gì đó rất sai trong việc thanh toán. Ngày 28 tháng 5 năm 1891, một năm sau khi kết thúc "bất hòa", Gilbert viết cho Sullivan rằng Carte đã thừa nhận "không chủ ý lấy lố gần 1.000 bảng chỉ riêng trong khoản đèn điện chiếu sáng".

Mọi chuyện sớm trở nên trầm trọng, Gilbert không còn giữ được bình tĩnh đã đâm đơn kiện Carte. Sullivan đứng về phía Carte bằng cách đưa ra tờ khai hữu thệ sai lầm về những chi phí pháp lý tồn đọng từ vụ việc giữa Gilbert và Lillian Russell năm 1884. Trên thực tế, những khoản này đã được trả hết. Phát hiện ra việc này, Gilbert yêu cầu rút lại bản khai nhưng Sullivan từ chối. Gilbert thấy hành động đó là vô đạo đức nên không thể bỏ qua. Còn Sullivan lại cho rằng Gilbert nghi ngờ ý tốt của mình. Trong mọi trường hợp thì còn nhiều lý do khác để Sullivan đứng về phía Carte. Carte đang xây Nhà hát Opera Hoàng gia Anh (nay là Nhà hát Cung điện), diễn vở grand opéra duy nhất trong sự nghiệp Sullivan là Ivanhoe. Sau khi The Gondoliers diễn xong năm 1891, Gilbert rút lại quyền cho phép diễn các bản libretto của mình, đồng thời thề sẽ không viết thêm vở opera nào cho Savoy nữa.
Sau đó, Gilbert viết The Mountebanks với Alfred Cellier và bản opera thất bại Haste to the Wedding cùng với George Grossmith, còn Sullivan soạn nhạc cho Haddon Hall cùng Sydney Grundy. Gilbert cuối cùng đã thắng kiện nhưng hành động và tuyên bố của ông làm đau lòng những người từng cộng tác với mình. Tuy vậy, sự cộng tác này sinh lời đến nỗi khi Nhà hát Opera Hoàng gia Anh thất bại tài chính, vợ chồng Carte đã tìm cách tái hợp bộ đôi nghệ sĩ. Cuối năm 1891, sau nhiều nỗ lực hòa giải bất thành, Tom Chappell là nhà xuất bản âm nhạc cho bộ đôi đã đứng ra và thành công hàn gắn lại trong vòng hai tuần, cuối cùng giúp cho Gilbert và Sullivan có thêm hai lần làm việc chung nữa. Dù gì thì Gilbert và Sullivan cũng là bộ đôi mang lại nhiều lợi nhuận nhất cho Tom Chappell.

### Những tác phẩm chung cuối

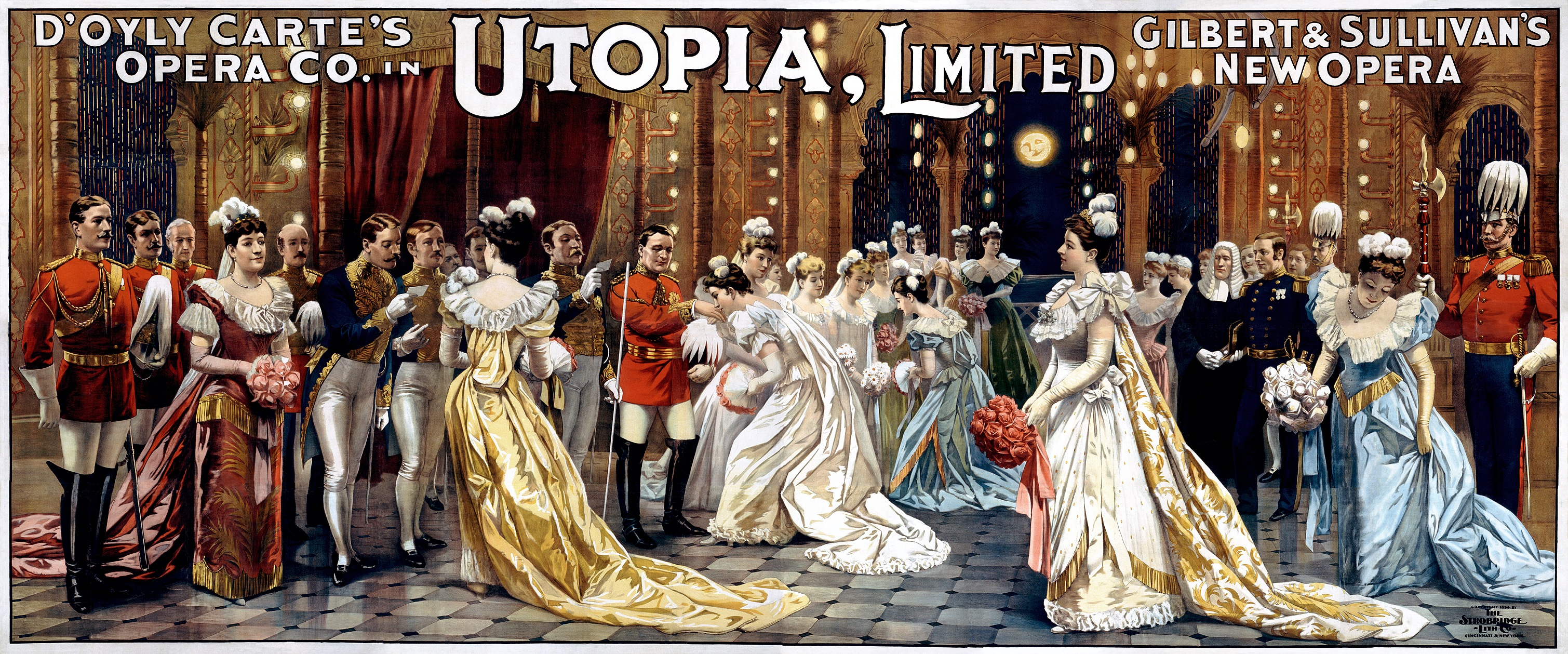
Cảnh phòng khách tại màn II trong Utopia, Limited

Vở opera áp chót của hai người Utopia, Limited (1893) chỉ đạt được thành công khiêm tốn còn tác phẩm cuối cùng The Grand Duke (1896) thất bại hoàn toàn. Cả hai vở này đều không nằm trong danh sách những tác phẩm của Gilbert và Sullivan được diễn thường xuyên cho đến khi Công ty Opera D'Oyly Carte thực hiện các bản thu âm chuyên nghiệp hoàn chỉnh đầu tiên của vào thập niên 1970. Gilbert cũng đề nghị với Sullivan cùng làm His Excellency (1894). Nhưng do Gilbert khăng khăng muốn mời Nancy McIntosh là người được ông bảo trợ từ Utopia nên Sullivan đã khước từ. F. Osmond Carr đã thay thế để soạn nhạc cho His Excellency.

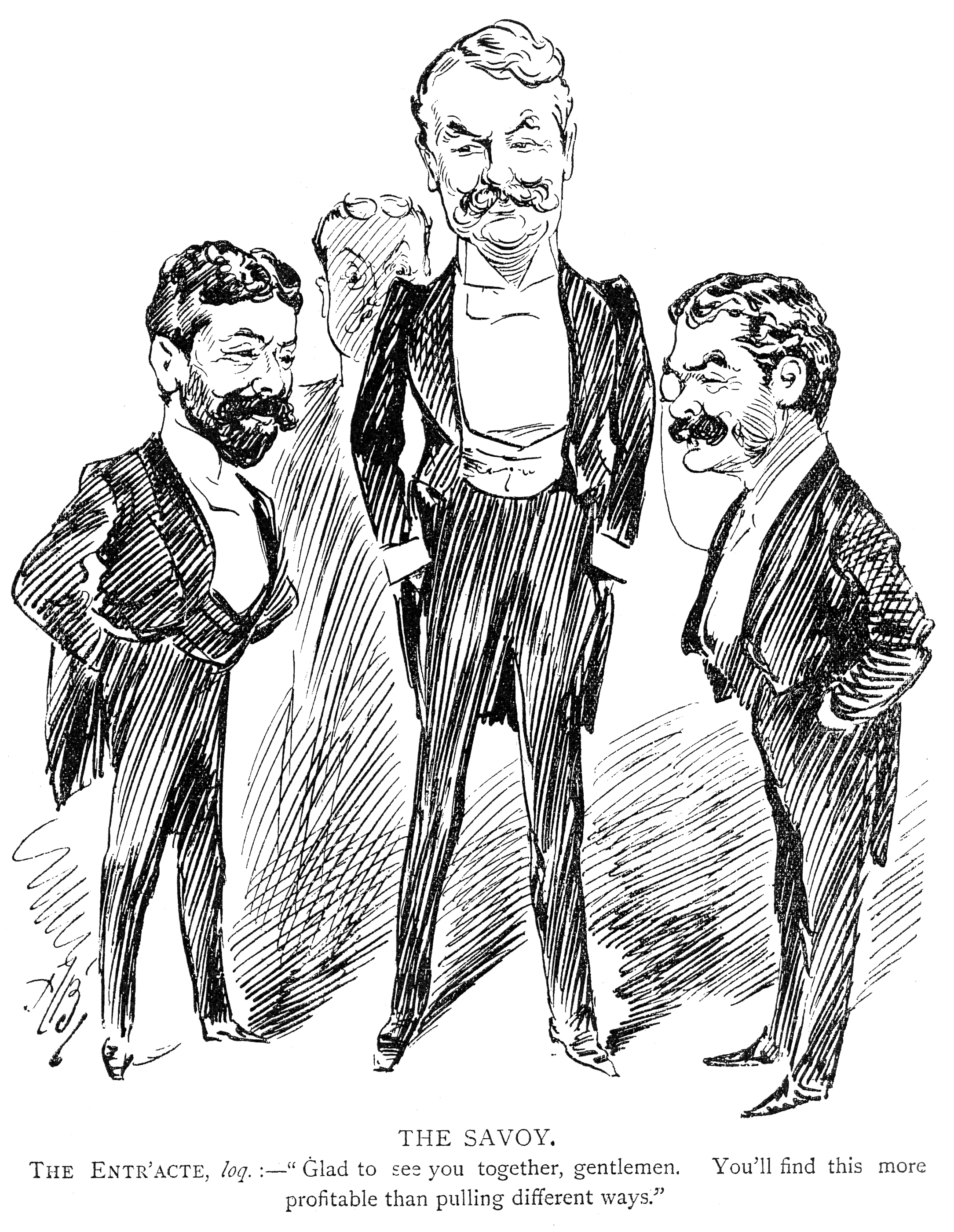
Entr'acte bày tỏ niềm vui khi Gilbert và Sullivan tái hợp

Sau The Grand Duke, hai người không còn lý do gì để làm việc chung nữa. Thậm chí năm 1898 còn xảy ra một sự hiểu lầm khó chịu. Ngày 28 tháng 5, tại buổi ra mắt vở opera Beauty Stone của Sullivan, Gilbert cùng bạn bè đến Nhà hát Savoy. Ông vốn đinh ninh rằng Sullivan đã dành một số ghế cho mình. Nhưng người ta thông báo rằng Sullivan phản đối sự có mặt của Gilbert, dù rằng về sau Sullivan phủ nhận điều này. Ngày 17 tháng 11 năm 1898 là lần cuối cùng hai người gặp nhau tại lễ kỷ niệm 21 năm buổi trình diễn đầu tiên của The Sorcerer trong Nhà hát Savoy, họ đã không nói một lời nào với nhau. Khi ấy, sức khỏe Sullivan đã rất kém, ông qua đời năm 1900. Cho đến tận phút cuối, ông vẫn cùng các nhà viết lời kịch tiếp tục soạn các vở comic opera mới cho Savoy, thành công nhất là cộng tác cùng Basil Hood trong The Rose of Persia (1899). Gilbert cũng cộng tác với những người khác cho ra một số tác phẩm trong thập niên 1890. Khi Sullivan qua đời năm 1900, Gilbert viết rằng bất kỳ ký ức rạn nứt nào giữa họ đã được "hàn gắn hoàn toàn" và "mối quan hệ thân tình nhất tồn tại giữa chúng tôi", "Sullivan... vì anh ấy đã là một trong những nhà soạn nhạc thiên tài hiếm có nhất, đã nhún nhường khiêm tốn như thể mới vào nghề, nay lấy đâu... Tôi nhớ tất cả những gì anh ấy đã làm cho tôi khi để khả năng thiên tài ấy mất đi một phần ánh sáng dành cho cái tên nhỏ bé của tôi."
Richard D'Oyly Carte qua đời năm 1901, người vợ góa Helen tiếp tục chỉ đạo các hoạt động của Công ty Opera D'Oyly Carte tại Savoy cũng như lưu diễn. Gilbert nghỉ hưu bán phần, dù vẫn tiếp tục tham gia chỉ đạo những vở diễn lại và đôi khi viết các vở mới. Giữa các năm 1906-1909, ông hỗ trợ Helen dàn dựng hai mùa kịch mục tại Nhà hát Savoy. Điều này làm các vở diễn trở nên phổ biến lại và tiếp tục được yêu thích. Gilbert được phong tước hiệp sĩ trong mùa kịch mục thứ nhất. Sau khi Sullivan qua đời, Gilbert chỉ viết thêm một vở comic opera nữa là Fallen Fairies (1909; nhạc của Edward German) nhưng không thành công.

## Di sản và đánh giá
Gilbert qua đời năm 1911. Hai năm sau, Helen qua đời và con trai Richard là Rupert D'Oyly Carte tiếp quản Công ty Opera từ mẹ kế. Năm 1948, Rupert qua đời và con gái ông là Bridget D'Oyly Carte thừa kế công ty. Công ty Opera D'Oyly Carte gần như lưu diễn quanh năm, diễn độc quyền các vở opera của Gilbert và Sullivan cho đến khi đóng cửa năm 1982. Tổng cộng trong thế kỷ 20, công ty có hơn 35.000 buổi diễn. Các vở opera Savoy ngay từ đầu đã được diễn rộng rãi ở Bắc Mỹ và châu Đại dương, ngay sau đó đến Đức, Nga và nhiều nơi khác ở Châu Âu và trên thế giới.
Năm 1922, Ngài Henry Wood giải thích về lý do hai người hợp tác đã để lại thành công lâu dài như sau:
Chưa ai sánh được về Sullivan về sự tỏa sáng và bay bổng, về hài hước nhưng không thô thiển, duyên dáng và quyến rũ. Dàn nhạc của ông thật hay: sáng tác của ông thể hiện sự hiểu biết sâu sắc từng giọng một trong dàn. Trên hết, âm nhạc Sullivan hoàn toàn phù hợp với ngôn từ trong bối cảnh... Ông đã tìm được cách thức đúng đắn, duy nhất để tương ứng với nhịp điệu vui tươi nguyên bản của Gilbert, đảm bảo khớp với trò vui hoặc châm biếm mà Gilbert tạo ra, sắc bén nổi bật nhưng không lấn át mà tôn phần lời lên. Âm nhạc Sullivan vượt hơn nhiều với chức năng song hành với libretto của Gilbert, ngược lại phần libretto của Gilbert không đơn thuần là phần lời cho nhạc Sullivan. Chúng ta có hai bậc thầy cùng chơi một bản concerto. Mỗi người không phụ thuộc vào người kia; mỗi phần đều trở thành nguyên bản, nhưng lại không vượt trội lên nhau mà gắn kết hoàn hảo. Sự hài hòa hiếm có giữa ngôn từ và âm nhạc khiến những vở opera này trở nên độc đáo hết sức. Đó không phải tác phẩm của một nhạc sĩ và người viết lời libretto, không phải của một thi sĩ và người phổ nhạc, mà là của hai thiên tài.

G. K. Chesterton cũng ca ngợi sự kết hợp của hai nghệ sĩ, dự đoán các vở opera còn thành công "tương lai xa". Ông viết rằng bản thân sự châm biếm của Gilbert là "quá nhanh trí để để nhận thức" và có lẽ chỉ có Sullivan mới có thể "chắp cánh cho những lời đó... vừa đúng mức độ dễ dãi vừa nghiêm túc khó chiều đó. Mức độ hài hước và khoảng cách chuẩn xác [của lời kịch] so với thực tế... dường như được thể hiện ... trong từng nốt nhạc;... trong điệu cười kéo theo." Năm 1957, The Times có bài đánh giá nêu lên lý do vì sao "các vở opera Savoy có sức sống bền bỉ":
Cách biểu đạt [của họ] thực sự vượt tầm đương thời... Ngay từ đầu, [thế giới của] Gilbert và Sullivan rõ ràng không phải là thế giới của khán giả, [đó là] thế giới được tạo ra trật tự ngăn nắp, chính xác đến cân đối, không thể lạc hậu – vì nó không bao giờ lỗi mốt theo nghĩa soi trên quy ước và cách nghĩ thoáng qua của xã hội đương thời.... Mỗi nghệ sĩ đều có phần danh giá mình trong ấy. Cốt truyện rõ ràng mạch lạc không tưởng của Gilbert ăn khớp với ngôn từ ... Đoạn hội thoại của ông với hình thức chế giễu chủ đạo làm sướng cả tai lẫn óc. Những câu từ cho thấy ân tứ vô song và tinh tế trong việc tạo ra hiệu ứng khôi hài bằng sự đối lập giữa hình thức thơ với tư tưởng và ngôn từ không thơ chút nào... [Những dòng văn] chích nổ tung bong bóng cảm xúc... [họ có] tầm quan trọng ngang nhau... Lời của Gilbert hầu như luôn có điểm nhấn và lấp lánh khi lồng vào nhạc Sullivan... Giai điệu Sullivan trong những vở opera này như cũng có riêng một thế giới... [Ông ấy là] một người dí dỏm tinh tế mang bầu không khí giai điệu chính xác, giản dị, duyên dáng và tuôn chảy... Hai người cùng nhau để lại niềm say mê bất tận không gì sánh được... Nhẹ nhàng thậm chí vặt vãnh, dù vẫn như vượt trên cả các xem xét nghiêm khắc, [những vở opera] có đủ tinh xảo lẫn tao nhã để biến một thứ tầm thường thành tác phẩm nghệ thuật.

Các vở opera thành công rực rỡ đã giúp cho Công ty Opera D'Oyly Carte ngay từ đầu có thể cấp phép cho các đoàn nghiệp dư cũng như công ty chuyên nghiệp khác như Công ty J. C. Williamson Gilbert và Sullivan. Gần một thế kỷ cho đến khi hết hạn bản quyền tại Anh năm 1961 và ngay cả sau đó, Công ty Opera D'Oyly Carte ảnh hưởng đến việc sản xuất opera toàn thế giới, tạo nên "truyền thống biểu diễn" cho nhiều vở được các đạo diễn chuyên nghiệp lẫn nghiệp dư nhắc đến ngày nay. Gilbert, Sullivan và Carte thực sự có ảnh hưởng quan trọng đến sân khấu nghiệp dư. Trước khi các vở opera Savoy ra đời, giới chuyên nghiệp hay khinh thường diễn viên nghiệp dư. Sau khi những công ty Gilbert và Sullivan nghiệp dư thành lập vào thập niên 1880 được cấp phép diễn các vở opera này, giới chuyên nghiệp công nhận những nhóm biểu diễn nghiệp dư "hỗ trợ văn hóa âm nhạc và kịch. Giờ đây họ được chấp nhận là trường huấn luyện có ích cho sân khấu chính danh, nhiều diễn viên được yêu thích ngày nay đã bước lên từ thứ hạng tình nguyện viên đó." Hai tác giả Cellier và Bridgeman cho rằng chất lượng và danh tiếng các nhóm nghiệp dư gia tăng phần lớn là do "sự nổi tiếng và cơn sốt lan truyền khi trình diễn các vở opera Gilbert và Sullivan". Báo cáo của Hiệp hội Opera và Kịch quốc gia (National Operatic and Dramatic Association - NODA) năm 1914 cho biết gần 200 đoàn nghệ thuật Anh đã biểu diễn các tác phẩm Gilbert và Sullivan, tạo thành hầu hết những công ty nghiệp dư trong nước (con số này chỉ bao gồm hội viên NODA). Hiệp hội cho hay thêm rằng gần 1.000 buổi diễn opera Savoy cùng năm, phần nhiều để làm từ thiện. Các nhóm nghiệp dư mạnh còn diễn tại những nơi xa xôi như New Zealand. Tại Mỹ và những nơi không bị luật bản quyền Anh ràng buộc, các công ty chuyên nghiệp lẫn nghiệp dư đã diễn các vở opera này suốt thế kỷ 20. Internet Broadway Database thống kê chỉ riêng Broadway đã ra cho ra lò khoảng 150 sản phẩm từ năm 1900 đến 1960. Năm 1901, Công ty Savoy nghiệp dư thành lập tại Philadelphia và vẫn tiếp tục biểu diễn cho đến nay. Năm 1948, tạp chí Life cho hay hàng năm có 5.000 buổi diễn các vở opera của Gilbert và Sullivan tại Mỹ, vượt quá số buổi diễn kịch Shakespeare.
Sau khi hết hạn bản quyền, các công ty chuyên nghiêp khác được tự do trình diễn và thu âm các vở opera, thậm chí ngay tại Anh và Khối Thịnh vượng chung. Nhiều công ty trình diễn nổi lên nhằm sản xuất các tác phẩm này, như Gilbert and Sullivan for All (Gilbert và Sullivan cho mọi người) tại Anh, những công ty sẵn có cũng thêm các tác phẩm Gilbert và Sullivan vào kịch mục của mình, chẳng hạn như Nhà hát Opera Quốc gia Anh, Công ty Opera Carl Rosa và Nhà hát Opera Úc. Các công ty biểu diễn chuyên nghiệp tại Hoa Kỳ cũng diễn các vở này, như hai đối thủ cạnh tranh là LOOM (Light Opera of Manhattan) và NYGASP (New York Gilbert and Sullivan Players) ở Thành phố New York. Năm 1980, Joseph Papp sản xuất vở Pirates cho sân khấu Broadway và West End đã mang những khán giả mới đến với Gilbert và Sullivan. Từ năm 1988 đến 2003, Công ty Opera D'Oyly Carte kiểu mới đã hồi sinh các vở opera này trên các chuyến lưu diễn và tại West End. Ngày nay, nhiều công ty biểu diễn chuyên nghiệp khác nhau như NYGASP, Opera della Luna, Công ty Opera Gilbert & Sullivan Quốc gia, Opera North, Ohio Light Opera, Nhà hát Opera Scotland và các khu vực khác, cùng nhiều hội đoàn nghiệp dư, hội thánh, trường phổ thông và đại học tiếp tục diễn các vở này. Những tác phẩm G&S nổi tiếng nhất cũng được các công ty opera lớn tiếp tục biểu diễn theo thời gian, phát hành bản thu âm các vở opera, overture và ca khúc trong đó. Từ năm 1994, Lễ hội Gilbert và Sullivan Quốc tế được tổ chức vào tháng 8 hàng năm ở Anh (trừ năm 2020), với khoảng hơn 20 buổi biểu diễn các vở opera trên sân khấu chính và hàng chục sự kiện liên quan "bên lề" tại các địa điểm nhỏ hơn. Lễ hội ghi lại và cung cấp các video trình diễn nghiệp dư và chuyên nghiệp phổ biến nhất tại đó. Liên quan đến lễ hội năm 2009, một nhà phê bình đương đại viết "Sự hòa trộn đặc biệt giữa mê hoặc, ngốc nghếch và châm biếm nhẹ nhàng của G&S dường như tạo ra sức hút mà mốt thời nào cũng hợp". Tiếp tục có hàng trăm công ty nghiệp dư diễn các tác phẩm của Gilbert và Sullivan trên toàn thế giới.

### Thu âm và phát sóng

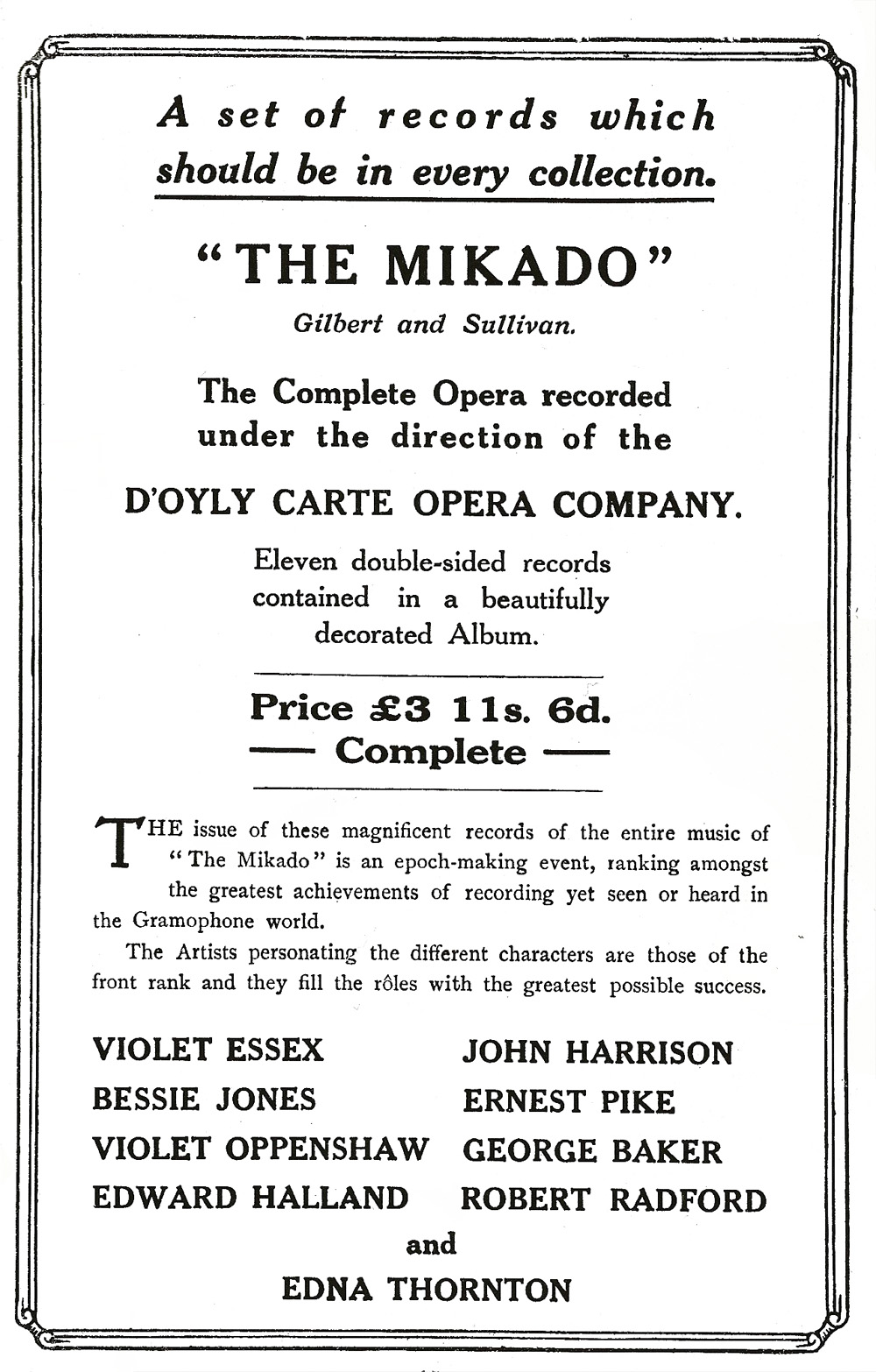
Quảng cáo bản thu âm đầu tiên của The Mikado, 1917

Từ năm 1898 bắt đầu có những bản thu âm thương mại đầu tiên phần riêng lẻ các vở opera Savoy. Năm 1917, Công ty Gramophone (HMV) sản xuất album đầu tiên hoàn chỉnh vở The Mikado, tiếp theo là tám vở opera khác của Gilbert và Sullivan. Bắt đầu từ cuối thập niên 1920, HMV và Victor đã phát hành bản thu âm bằng điện (electrical recordings) hầu hết các vở opera Savoy dưới sự giám sát của Rupert D'Oyly Carte. Công ty Opera D'Oyly Carte tiếp tục sản xuất các bản thu âm cho đến năm 1979 được đánh giá cao, giữ cho các vở opera vẫn phổ biến qua nhiều thập kỷ. Nhiều bản ghi âm sau này được phát hành lại trên đĩa CD. Năm 1988, công ty được tái lập đã thu âm bảy vở opera.
Sau khi hết hạn bản quyền, nhiều công ty trên khắp thế giới đã phát hành các bản thu âm và ghi hình các vở opera Savoy nổi tiếng. Năm 1966 và trong thập niên 1980, Đài BBC đã phát trọn bộ 13 vở opera Gilbert và Sullivan hiện thời. Dàn ca sĩ opera ad hoc được Sir Malcolm Sargent chỉ huy trong thập niên 1950-60 và Sir Charles Mackerras trong thập niên 1990 đã thực hiện thu âm một số vở. Thập niên 1980, Alexander Faris đã tiến hành ghi video 11 vở opera Savoy (bỏ hai vở cuối) với dàn sao giới giải trí cũng như ca sĩ chuyên nghiệp. The Pirates of Penzance trên sàn Broadway của Joseph Papp được thu âm năm 1981. Từ năm 1994, Lễ hội Gilbert và Sullivan Quốc tế phát hành rất nhiều CD và video chuyên nghiệp và nghiệp dư về các vở opera Savoy. Sang thế kỷ 21, Nhà hát Light Opera Ohio cũng thu âm một số vở opera. Tổ chức RAGSPT tại Dunedin, New Zealand đã ghi hình tất cả 13 vở opera Savoy hiện có và cấp phép trên Creative Commons.

### Ảnh hưởng văn hóa

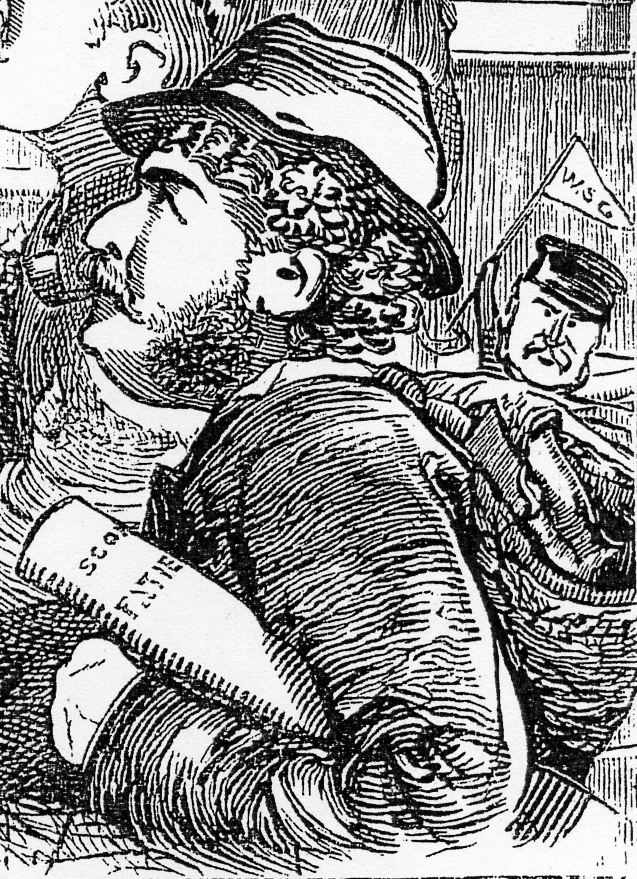
Chi tiết có hình ảnh Sullivan và Gilbert trong tranh biếm họa trên tạp chí Punch.

Trong gần 150 năm, Gilbert và Sullivan ảnh hưởng rộng rãi đến văn hóa đại chúng thế giới nói tiếng Anh. Một số câu thoại và trích dẫn trong các vở opera Savoy đi vào ngôn ngữ tiếng Anh (ngay cả khi không phải do Gilbert khai sinh), chẳng hạn như "short, sharp shock", "What never? Well, hardly ever!", "let the punishment fit the crime", và "A policeman's lot is not a happy one". Các vở opera đã ảnh hưởng đến diễn ngôn và phong cách chính trị và, văn học, điện ảnh truyền hình, được nhiều nhà hài kịch nhại lại, thậm chí trích dẫn trong các phán quyết pháp lý.
Nhạc kịch Anh Mỹ mắc món nợ to lớn với G&S, khi họ được các tác giả và nhà soạn nhạc thời kỳ đầu ngưỡng mộ và học theo, như Ivan Caryll, Adrian Ross, Lionel Monckton, P. G. Wodehouse Guy Bolton, Victor Herbert và về sau là Jerome Kern, Ira Gershwin, Yip Harburg, Irvin Berlin, Ivor Novello, Oscar Hammerstein II, Andrew Lloyd Webber. Lời kịch của Gilbert là hình mẫu cho những soạn giả Broadway thế kỷ 20 như Cole Porter, Ira Gershwin và Lorenz Hart. Noël Coward viết: "Tôi sinh ra trong thế hệ vẫn coi trọng nhạc light (opera). Lời ca, giai điệu của Gilbert và Sullivan ngân nga và khắc sâu vào tâm thức tôi ngay khi còn nhỏ. Cha tôi hát chúng, mẹ tôi chơi chúng, bảo mẫu Emma huýt sáo chúng... Các cô dì chú bác của tôi... say sưa đơn ca và đồng thanh nhau hát..."
Giáo sư Carolyn Williams đúc kết: "Ảnh hưởng của Gilbert và Sullivan với sự dí dỏm, khả năng châm biếm, đả kích chính trị và văn hóa đương đại đã vượt ra khỏi sân khấu nhạc kịch cho đến hài kịch nói chung. Những ám chỉ trong tác phẩm của họ mở đường đi vào nền văn hóa đại chúng chúng ta". Người hâm mộ đồng thời là chuyên gia về Gilbert và Sullivan là Ian Bradley nhất trí:
Tất nhiên nhạc kịch không phải là hình thức văn hóa duy nhất cho thấy sức ảnh hưởng của G&S. Có thể tìm thấy những nhà viết ca khúc kế thừa trực tiếp sự dí dỏm và châm biếm trên hai bờ Đại Tây Dương trong thế kỷ 20 như Michael Flanders, Donald Swann ở Anh và Tom Lehrer tại Hoa Kỳ. Ảnh hưởng của Gilbert có thể thấy rõ qua mạch hài kịch Anh, xuyên suốt từ những câu thơ của John Betjeman trên Monty Python hay Private Eye cho đến... loạt phim truyền hình như Yes, Minister... nơi nhấn mạnh dí dỏm, mỉa mai, chọc vui khơi dậy từ bên trong theo cách vừa cợt nhả chính quyền vừa bình dị thoải mái.

Các tác phẩm của Gilbert và Sullivan thường xuyên được phỏng theo hay nhại lại, có thể thấy rõ qua ví dụ phổ biến như The Elements, Clementine của Tom Lehrer; I'm Called Little Butterball, When I Was a Lad, You Need an Analyst, The Bronx Bird-Watcher của Allan Sherman và chương trình Giáng Sinh đặc biệt 1973 của The Two Ronnies. Các nghệ sĩ hài khác thường lấy ca khúc Gilbert và Sullivan làm thành phần chính của mình, như Hinge và Bracket, Anna Russell, và tập HMS Yakko trong loạt hoạt hình Animaniacs. Các bài hát của Gilbert và Sullivan thường bị quảng cáo phỏng theo (quảng cáo nhại theo cũng được xuất bản) cũng giống như các hình thức diễn tấu G&S khác nhau suốt nhiều thập kỷ. Ngoài ra còn có một số bộ phim tiểu sử về Gilbert và Sullivan, như Topsy-Turvy của Mike Leigh (2000) và The Story of Gilbert and Sullivan (1953), cũng như các buổi diễn về bộ đôi nghệ sĩ như Broadway năm 1938 Knights of Song và West End năm 1975 Tarantara! Tarantara!
Vì Gilbert tập trung vào chính trị nên không ngạc nhiên khi các chính trị gia và nhà quan sát chính trị thường tìm thấy cảm hứng trong những tác phẩm này. Chánh án Tòa án Tối cao Hoa Kỳ William Rehnquist đã thêm các sọc vàng vào áo thụng bắt chước theo nhân vật Đại Chưởng ấn trong Iolanthe. Ngoài ra, Đại chưởng ấn Charles Falconer được ghi nhận là phản đối hình ảnh nhân vật Đại chưởng ấn trong Iolanthe đến mức ủng hộ động thái hủy bỏ chức vụ này. Ngoài việc trích dẫn một số câu thoại nổi tiếng, các chính trị gia Anh còn có những bài phát biểu dưới hình thức phỏng theo Gilbert và Sullivan, có thể kể đến  bài phát biểu của đảng viên Bảo thủ Peter Lilley bắt chước dạng "I've got a little list" (Tôi có một danh sách nhỏ) từ The Mikado, liệt kê những người mà ông chống lại, gồm "bọn xã hội chủ nghĩa" và "những cô gái trẻ mang bầu chỉ để nhảy vào xếp hàng mua nhà".

## Thành quả chung

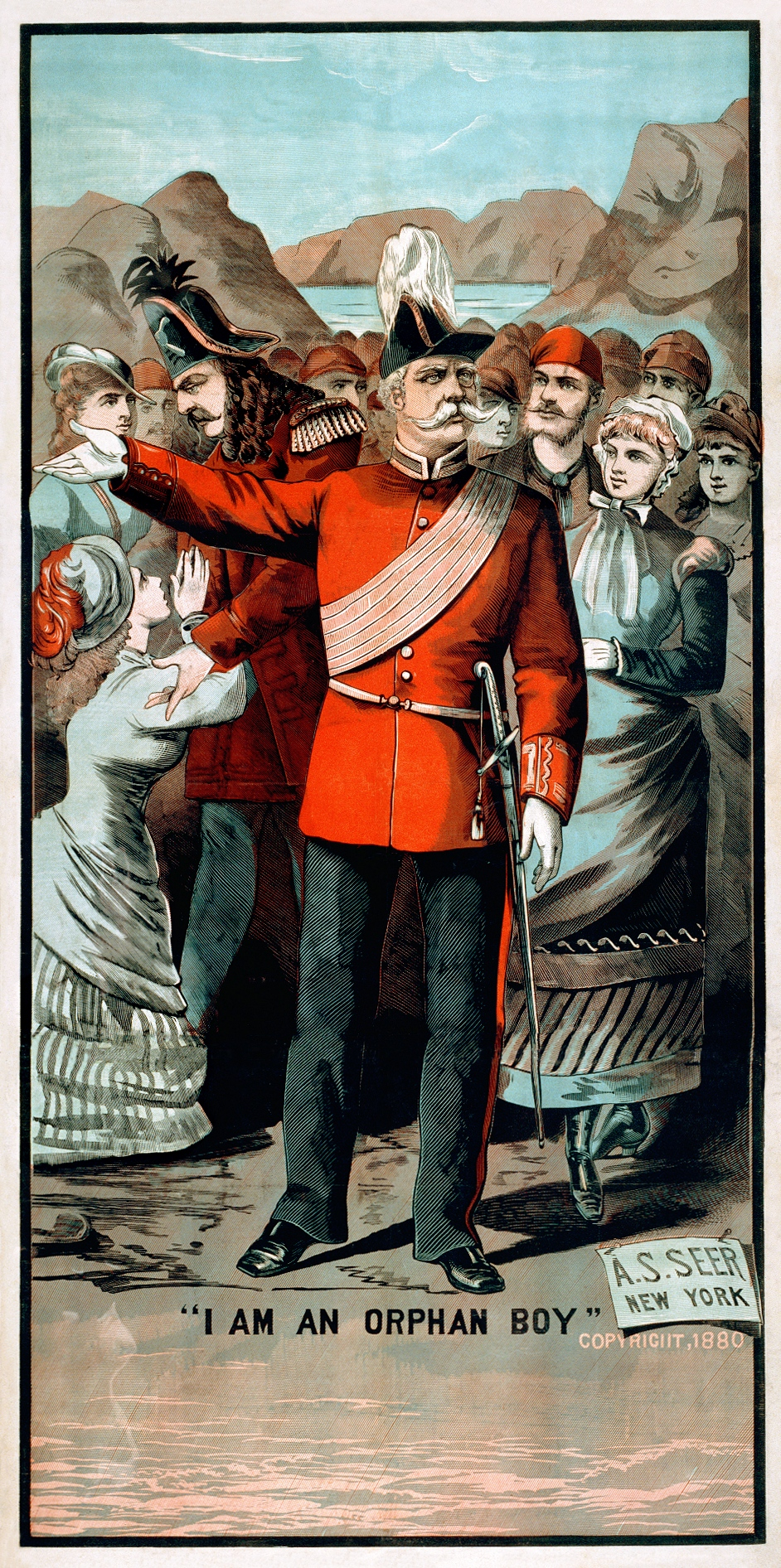
Áp phích Pirates năm 1880

### Tác phẩm chính và lượt diễn gốc tại Luân Đôn
- Thespis hay The Gods Grown Old (1871) 63 buổi diễn
- Trial by Jury (1875) 131 buổi diễn
- The Sorcerer (1877) 178 buổi diễn
- H.M.S. Pinafore hay The Lass That Loved a Sailor (1878) 571 buổi diễn
- The Pirates of Penzance hay The Slave of Duty (1879) 363 buổi diễn
- The Martyr of Antioch (cantata) (1880) (Gilbert giúp chỉnh sửa thơ Henry Hart Milman)
- Patience hay Bunthorne's Bride (1881) 578 buổi diễn
- Iolanthe hay The Peer and the Peri (1882) 398 buổi diễn
- Princess Ida hay Castle Adamant (1884) 246 buổi diễn
- The Mikado hay The Town of Titipu (1885) 672 buổi diễn
- Ruddigore hay The Witch's Curse (1887) 288 buổi diễn
- The Yeomen of the Guard hay The Merryman and his Maid (1888) 423 buổi diễn
- The Gondoliers hay The King of Barataria (1889) 554 buổi diễn
- Utopia, Limited hay The Flowers of Progress (1893) 245 buổi diễn
- The Grand Duke hay The Statutory Duel (1896) 123 buổi diễn

### Ballad parlor
- "The Distant Shore" (1874)
- "The Love that Loves Me Not" (1875)
- "Sweethearts" (1875), dựa trên vở kịch cùng tên năm 1874 của Gilbert

### Overture
Các bản overture từ những vở opera của Gilbert và Sullivan vẫn được yêu thích và có nhiều bản thu âm. Hầu hết các bản này có cấu trúc giai điệu pot-pourri từ các vở opera. Tuy các bản overture nhìn chung dàn dựng tốt nhưng không phải tất cả là do Sullivan sáng tác. Nhưng kể cả những trợ lý được giao việc này cũng dựa trên các bản phác của ông. Trong nhiều trường hợp ông cũng đưa ra các đề xuất hoặc chỉnh sửa. Sullivan luôn chỉ huy nhạc vào đêm khai mạc, và chính ông cũng duyệt bản nhạc khi xuất bản.
Sullivan tự viết các overture cho Thespis, Iolanthe, Princess Ida, The Yeomen of the Guard, The Gondoliers và The Grand Duke. Riêng với Utopia, Limited thì chưa thể xác minh chắc chắn vì bản nhạc viết tay đã mất, nhưng khả năng vẫn do Sullivan viết vì chỉ gồm vài tiết nhịp giới thiệu rồi đến phần nhạc được sao chép từ các phần khác trong chính vở opera (phân cảnh Phòng khách). Thespis hiện cũng không còn nhưng không nghi ngờ gì về việc Sullivan đã viết overture trong đó. The Sorcerer ban đầu trình diễn với một đoạn nhạc incidental của Sullivan dành cho vở Henry the VIII của Shakespeare vì không có thời gian soạn overture mới; phần này được Hamilton Clarke thay thế bằng bản khác vào năm 1884. Với những vở còn lại, overture trong H.M.S. Pinafore và The Pirates of Penzance là của Alfred Cellier, overture cho Patience là của Eugen d'Albert, còn Hamilton Clarke đóng góp cho The Mikado và Ruddigore (overture Ruddigore về sau cũng được thay bằng bản của Geoffrey Toye).
Hầu hết các bản overture đều có ba phần: phần giới thiệu sinh động, phần giữa chậm và phần kết dưới hình thức sonata, với hai chủ đề, phần phát triển ngắn, phần tóm tắt và đoạn kết coda. Bản thân Sullivan không phải lúc nào cũng theo khuôn mẫu này. Ví dụ, overture cho Princess Ida chỉ có phần mở đầu nhanh và phần kết chậm. Overture cho Utopia Limited chủ yếu là phần chậm, còn đoạn giới thiệu rất ngắn.
Thập niên 1920, Công ty Opera D'Oyly Carte ủy quyền cho giám đốc âm nhạc Geoffrey Toye viết những bản overture mới cho Ruddigore và The Pirates of Penzance. Bản overture của Toye dành cho Ruddigore được cho vào kịch mục chung và ngày nay phổ biến hơn so với phiên bản ban đầu của Clarke. Nhưng overture của Toye Pirates thì không dùng được lâu và nay bị coi là đã thất lạc. Malcolm Sargent nghĩ ra đoạn kết mới cho phần overture trong The Gondoliers, thêm "vũ khúc casusa" lấy từ màn hai. Khiến cho overture của Gondoliers theo mô hình nhanh-chậm-nhanh quen thuộc trong các vở opera Savoy còn lại. Mức độ phổ biến của bản overture này tương đương hay thậm chí còn hơn cả phiên bản gốc của Sullivan.

## Phiên bản khác

### Bản dịch
Các vở opera của Gilbert và Sullivan được dịch sang nhiều thứ tiếng, bao gồm tiếng Yiddish, Do Thái,  Bồ Đào Nha, Thụy Điển, Hà Lan, Đan Mạch, Estonia, Hungary, Nga, Nhật, Pháp, Ý, Tây Ban Nha (cả bản Pinafore dạng zarzuela), Catalan và những ngôn ngữ khác.
Các vở opera Gilbert và Sullivan có nhiều phiên bản tiếng Đức, trong đó có Der Mikado khá nổi tiếng, hay thậm chí cả vở The Grand Duke nữa. Friedrich Zell và Richard Genée là tác giả Die Fledermaus và các operetta khác cho thành Viên đã thực hiện một số bản dịch tiếng Đức. Họ thậm chí còn dịch cả một trong những vở opera ít được biết đến của Sullivan là The Chieftain sang tiếng Đức là Der Häuptling.

### Ba lê
- Pineapple Poll do John Cranko sáng tác năm 1951 tại Nhà hát Sadler's Wells trong kịch mục của công ty Birmingham Royal Ballet (BRB). Vở ballet dựa trên The Bumboat Woman's Story trong tập Bab Ballad của Gilbert năm 1870 cũng như chính vở opera H.M.S. Pinafore. Cranko mở rộng cốt truyện của bài thơ thêm vào cái kết có hậu. Âm nhạc được Charles Mackerras cải biên từ các nhạc chủ đề của Sullivan.[182]
- Pirates of Penzance - The Ballet! của Nhà hát ba lê Queensland năm 1991.[183]

### Chuyển thể

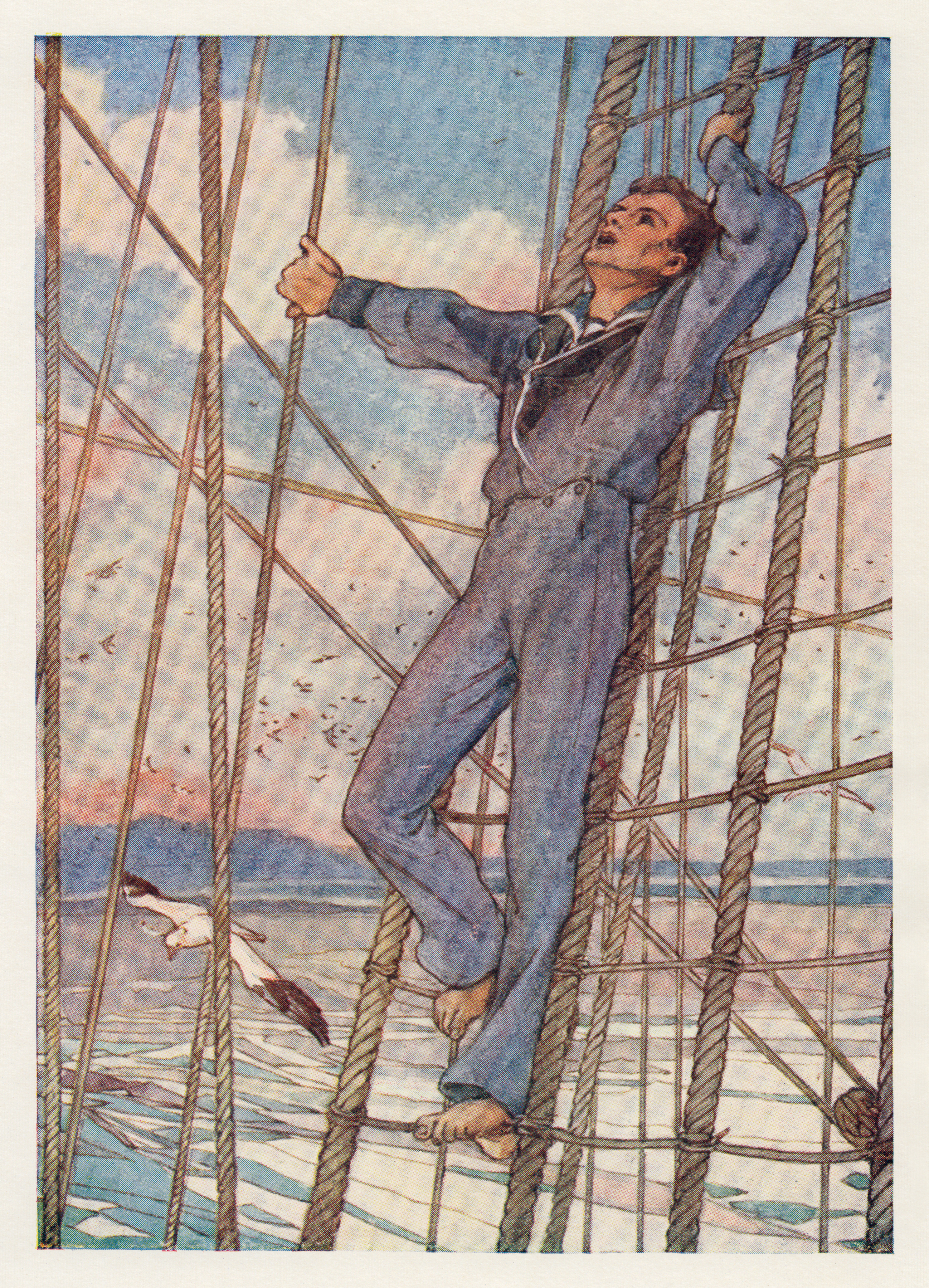
Bìa trước The Pinafore Picture Book, 1908

Gilbert đã chuyển thể nội dung H.M.S. Pinafore và The Mikado thành sách thiếu nhi The Pinafore Picture Book và The Story of The Mikado trong đó một số chi tiết cốt truyện không có trong libretto. Nhiều sách thiếu nhi khác ra đời với nội dung hoặc phỏng theo nhân vật, sự kiện trong các vở opera. Trong thế kỷ 19, âm nhạc và ca khúc phổ biến nhất của Gilbert và Sullivan đã được chuyển thể thành các bản khiêu vũ.
Các vở opera cũng được chuyển thể sang nhạc kịch và phim âm nhạc, như sau đây:
- The Swing Mikado (1938; Chicago – dàn diễn viên da đen)
- The Hot Mikado (1939) và Hot Mikado (1986)
- The Jazz Mikado (1927, Berlin)
- Hollywood Pinafore (1945)
- The Cool Mikado (phim 1962)
- The Black Mikado (1975)
- Dick Deadeye, or Duty Done (phim hoạt họa 1975)
- The Pirate Movie (phim 1982)
- The Ratepayers' Iolanthe (1984; thắng giải Olivier Award) do Ned Sherrin và Alistair Beaton chuyển thể[187]
- The Metropolitan Mikado (châm biếm chính trị do Sherrin và Beaton chuyển thể, diễn lần đầu tại Đại sảnh nữ vương Elizabeth (1985) với diễn viên Louise Gold, Simon Butteriss, Rosemary Ashe, Robert Meadmore và Martin Smith)[188]
- Di Yam Gazlonim của Al Grand (1986; chuyển thể tiếng Yiddish của Pirates; vở diễn New York được đề cử giải Drama Desk Award) 2007[189]
- Pinafore! (A Saucy, Sexy, Ship-Shape New Musical) (Mark Savage chuyển thể, diễn lần đầu tại Nhà hát Tán dương (Celebration Theater) ở Los Angeles, California năm 2001; chỉ có duy nhất một nhân vật là nữ, trừ một nhân vật khác nữa còn lại tất cả đều là đồng tính nam.[190]
- Gondoliers: Bản opera chuyển thể theo chủ đề mafia, đại thể do John Doyle viết lại còn Sarah Travis dàn dựng và cải biên, diễn tại Nhà hát Watermill rồi chuyển qua Nhà hát Apollo tại West End năm 2001.[191]
- Parson's Pirates của Opera della Luna (2002)[192]
- The Ghosts of Ruddigore của Opera della Luna (2003)[193]
- Pinafore Swing, Nhà hát Watermill (2004: bản chuyển thể khác của Doyle trong đó diễn viên đông gấp đôi dàn nhạc)[194]